# Бриг-Фісп-Церматт-бан

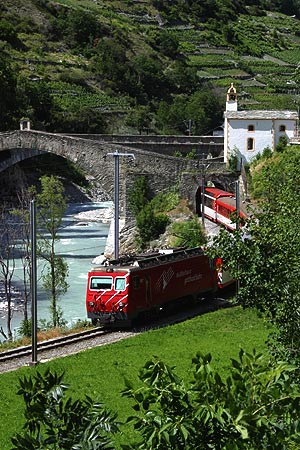

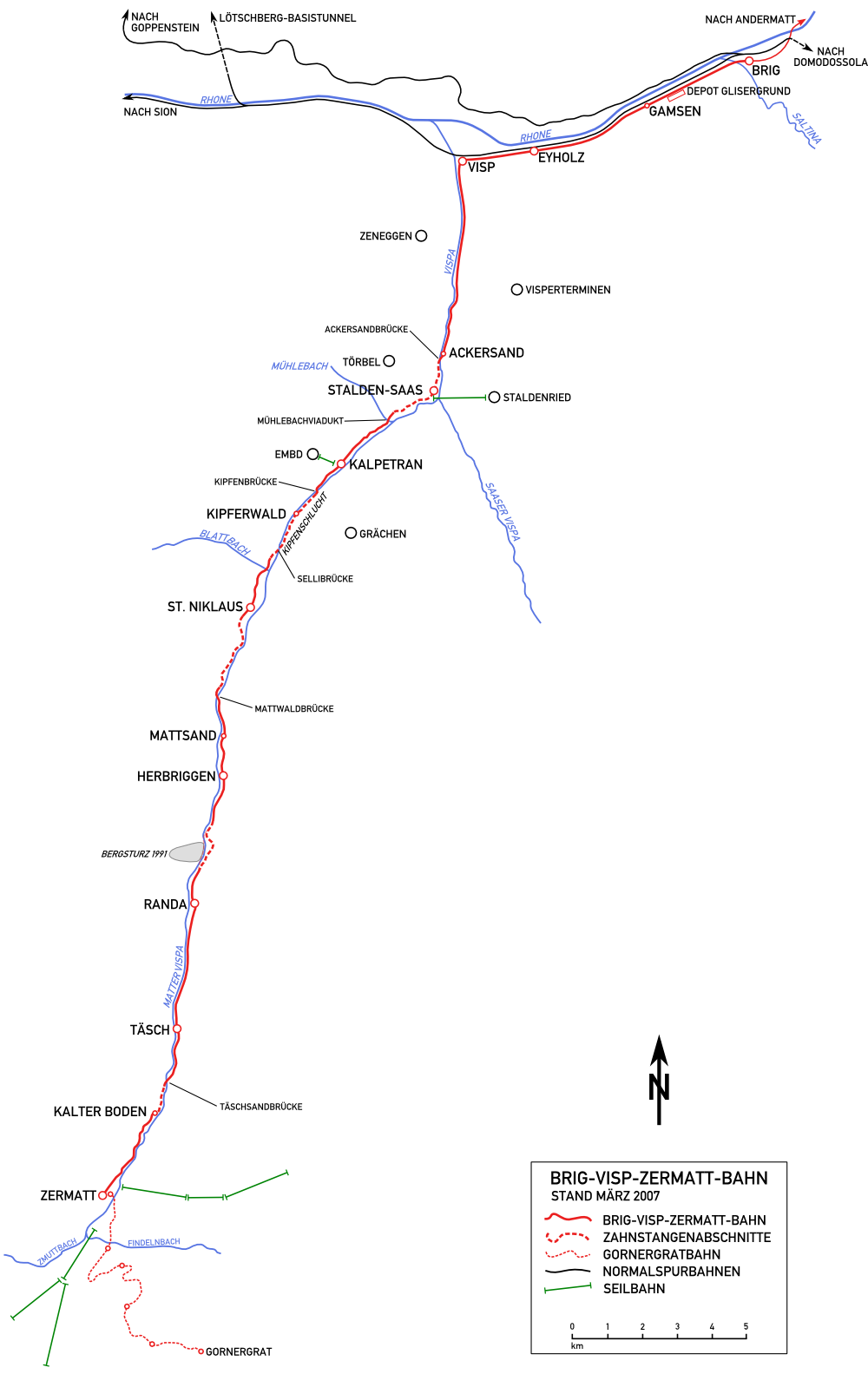

Бриг-Фісп-Церматт-бан (нім. Brig-Visp-Zermatt-Bahn (BVZ)) — одноколійна залізнична лінія метрової колії в кантоні Вале, Швейцарія. Її 44-кілометрова лінія сполучає міста Бриг і Фісп в долині Рони з Теш і курортом Церматт у Маттерталь. Також є частиною маршруту Льодовикового експреса між Санкт-Моріцем і Церматтом. Відкрито у 1891 році як Фісп-Церматт-бан (Visp-Zermatt-Bahn) (VZ). 1 січня 2003 року BVZ було об'єднано з Фурка-Оберальп-бан (FO) у Маттергорн-Готтард-бан (MGB).
Горнергратбан (що було відкрито у 1898 році) сполучений із лінією BVZ в Церматті.

## Історія

### Планування, будівництво і відкриття руху
Гірське село Церматт вперше отримало широку популярність в Європі після першого сходження на Маттергорн у 1865 році. Починаючи з цього року, кількість туристів неухильно зростала, хоча до села можна було дістатися тільки тривалим пішим переходом долиною Церматта. Навіть проста поїздка на мулі до Санкт Никлауса займала багато часу. Проте, у 1880-х рр. вже налічувалося до 12000 відвідувань туристів Церматту щороку. Незабаром з'явилися плани побудувати залізничну лінію, призначену для з'єднання з долиною Рони.
21 вересня 1886 року Федеральна рада Швейцарії задовольнила первісну концесію банкірському дому Masson, Chavannes & Co. в Лозанні і Basler Handelsbank. Спочатку планувалася 750 мм вузькоколійна залізниця з Фіспа до Церматту, що використовує як звичайні так і зубчасті перегони. За наполяганням Бундесрату, колія була змінена на метрову. Залізниця мала експлуатуватися з початку червня до кінця вересня, так як учасники не бажали взяти на себе ризики експлуатації лінії в умовах альпійської зими. Крім того, тільки влітку були перспективи значної кількості пасажирів, як в ті дні зимовий туризм ще не мав великої ваги. Проте, Бундесрат залишив за собою право продовжити робочий сезон, і передбачалося, що пільгові тарифи будуть запропоновані місцевим жителям.
Планування і будівництво лінії було покладено банками на залізничну компанію Suisse Occidentale-Simplon (SOS), яка влітку 1887 року провела масштабні дослідження в Маттерталь. 10 жовтня 1888 Compagnie du Chemin de Fer de Viège à Zermatt SA була створена як керуюча компанія.
Точний маршрут і режим роботи спочатку став предметом інтенсивних дебатів. Suisse Occidentale-Simplon пропонували беззубчасту лінію, з максимальним градієнтом в 4,5 %, в той час як інженер Ернест фон Штокальпер, який працював на будівництві Готтардбану, пропонував комбінувати звичайну і зубчасту залізниці, як планувалося спочатку. Спеціальна комісія, створена для визначення ідеального режиму експлуатації відвідала численні зубчасті залізниці в Швейцарії і Німеччині, в тому числі Брюнігбан і Рюбеландбан в горах Гарца, які були оснащені системою Абт. Ці візити призвели до рішення оснастити лінію системою, яка використовується на Рюбеландбан, і використовувати максимальний градієнт в розмірі 12,5 %. Всього шість ділянок колії (в сумі 7450 м) мали використовувати зубчасту залізницю.
Будівництво розпочалося 27 листопада 1888 року У Фіспа. Придбання необхідних ділянок землі виявилося утруднено, особливо в муніципалітетах Шталден і Сант-Никлаус, оскільки місцеве населення не було зацікавлене у продажу. Потрібна була складна процедура експропріації. Ускладнювало справу то, що земля була розділена на маленькі ділянки, і не всі господарі цих ділянок були записані в офіційних документах. Відсутність доріг призвело до необхідності транспортування будівельних матеріалів майже виключно по вже готовим ділянкам залізничних колій.
3 липня 1890, залізничний рух на першій частині лінії, між Фіспа і Штальден, було відкрито. 26 серпня того ж року, перші поїзди досягли Санкт-Никлауса. У наступні місяці, проте незвично сувора зима затримала закінчення будівництва. Лише 18 липня 1891 вся лінія до Церматту побуту відкрита.

### Перші роки діяльності
Фісп-Церматт-бан (VZ), передав управління лінією Suisse Occidentale-Simplon, так як відповідно до цієї домовленості була можливість використання її співробітників в іншому місці під час щорічного зимової перерви. Ця угода про управління було підтверджено наступницею компанії Юра-Симплон-бан (JS) і зберігалося, і з Федеральними залізницями Швейцарії (SBB) аж до 1920 року.
З моменту відкриття лінії, пасажиропотік постійно збільшується, і через деякий час вже значно перевищив прогнози. Але в той же час залізниця мала боротися з незліченними бурями, які знову і знову паралізували роботу. Відкриття Горнергратбану у 1898 році, тунелю Симплон й 1906 і Лечбергбан у 1913 році додали BVZ нових пасажирів. Проте, висхідний тренд різко обірвався з початком Першої світової війни. Іноземні туристи припинили приїжджати Швейцарію, в той час як ціни на вугілля, сильно збільшилися. Пасажиропотік впав до рівня 1891 року. Графік руху було значно скорочено, і тарифи сильно зросли, але покрити вартість експлуатації було вже неможливо. Влітку в графіку 1914 року, були шість пар поїздів на добу між Фісп і Церматтом. Після початку війни їх стало тільки три, а у 1918 — дві. У 1918 році, загальний збиток склав близько 971,000 франків.

## Ліквідація прогалин, електрифікація і цілорічна робота

### Порятунок Фурка-Оберальп-бан
Фісп-Церматт-бан пережив Першу світову війну без втрат. Зовсім інша була ситуація в Бриг-Фурка-Дізентіс-бан (BFD), який не був добудований на початок війни. До 1915 року, був завершений тільки перегін Бриг -Глетч, і у 1923 році компанії довелося подати на банкрутство. Директор VZ Аугусте Маргюрат взяв справу в свої руки, щоб зберегти і добудувати лінію. Синдикат був утворений, за підтримки швейцарської Конфедерації та кантонів Вале, Урі і Граубюнден. 4 квітня 1925 об'єкти залізничного транспорту й рухомого складу збанкрутілої лінії були придбані за 1,75 млн франків. 17 квітня 1925 -засування Фурка-Оберальп-бан АГ (FO), зі статутним капіталом 3,3 мільйона франків.. 4 липня 1926 починається рух на всій лінії до Дісентіс. FO спочатку управляється VZ, і лише 1 січня 1961 року відокремлюється.

### Ліквідація пробілу Бриг-Фісп
Початок експлуатації FO виявило недолік — розрив між кінцевою точкою VZ у Фісп і FO у Бриг, крім того, з моменту відкриття Летчбергбану у 1913 пасажирам, які прибувають з Берн а довелося пересідати в Бриг, а потім у Фісп.
До початку 20-го століття, численні проекти залізничної лінії метрової колії від Фісп до Брига вже були запропоновані. Більшість з них також передбачали продовження в напрямку Фурка чи Грімзеля, але в підсумку тільки це продовження було реалізовано Фурка-Оберальп-бан, з його відправною точкою в Бриг.
У 1919 році отельєр Олександр Зайлер запропонував відкрити трамвай метрової колії від Фіспа до Брига, який би обслуговував невеликі населені пункти між двома містами. Цей проект було відкинуто після того, як SBB заявив, що вставить дві зупинки на своїй залізниці стандартної колії. Через те що SBB не виконало обіцянки, концесійна заявка була відправлена повторно у 1925 році. У 1925 році комітет у складі VZ., FO і фірми Lonza Group що працювала у Фіспа взявся за проект. Він був перетворений у вузькоколійну залізницю що прямує паралельно лінії SBB. Початково на ній не планувалося зупинок, вона мала лише пов'язувати лінії VZ і FO, але уряд кантону затвердив проект 28 вересня 1928 роки тільки за умови включення хоча б однієї проміжної станції. Після завершення цього проекту, рух від Брига до Церматт було розпочато 5 червня 1930 року. Цікаво, що відкриття нової гілки не призвело до зміни назви Фісп-Церматт-бан. Лише 1 червня 1962 його було перейменовано у Compagnie du Chemin de Fer de Brigue-Viège-Zermatt (Бриг-Фісп-Церматт-бан).
Три з'єднані вузькоколійні лінії Фіспа-Церматт-бан, Фурка-Оберальп-бан і Ретійська залізниця — скористалися відкриттям нового з'єднання і ввели експрес-потяг від Санкт-Моріца до Церматта. 25 червня 1930 року Льодовиковий експрес вперше вирушив з вокзалу Церматта.

### Електрифікація

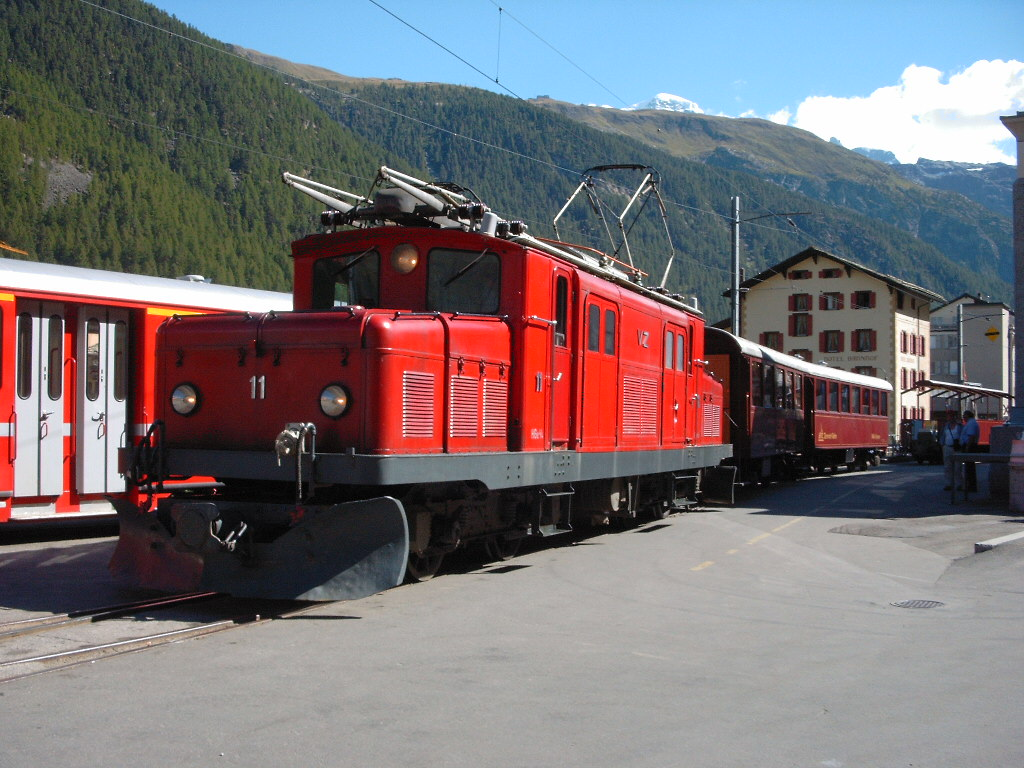
Електровоз MGB HGe 4/4 I зразка 1929 року, що з початку електрифікації використовувався на лінії

Під тиском величезного зростання вугільних цін під час Першої світової війни, незабаром після закінчення війни було прийнято рішення про електрифікацію залізниці, щоб зробити її незалежною від дорогого імпортного вугілля. Дослідження, проведене у 1919 році рекомендувало використання постійного струму, з напругою між 1500 і 3000 вольт. Щоб заощадити кошти, запчастини від паровозів повинні були використовуватися для будівництва електровозів, і була розглянута можливість придбання автомотрис. Так як ціни на мідь і необхідні електричні системи були як і раніше надзвичайно високі відразу після війни, план електрифікації довелося відкласти через фінансові проблеми.
Досвід Ретійської залізниці, яка з 1913 року використовує напругу 11000 вольт змінного струму на лінії в Енгандині, призвів до рішення використовувати напругу 11000 вольт також на Фісп-Церматт-бан. Крім того, використання змінного струму робило можливим вільний наскрізний рух в разі електрифікації Фурка-Оберальп-бан.
Для електрифікації об'єктів залізничного транспорту і закупівель електровозів, був створений бюджет розміром в 1,7 мільйона франків Відповідальність за поставку електрики була покладена на SBB, яка, згідно з договором, була зобов'язана видавати в Фіспа змінний струм напругою до 15000 вольт. Цей струм потім трансформувався в потрібне напруження. Були закуплені п'ять електровозів типу MGB HGe 4/4 I. З 1 жовтня 1929 року, поїзди VZ могли, нарешті, слідувати на електричній тязі. З восьми існуючих паровозів типу VZ HG 2/3, п'ять найстаріших були виведені з експлуатації. Решта переводилися в резерв і використовувалися для прибирання снігу.

### Введення зимового руху
Вже у 1907, були прохання від населення і готелів почати зимовий рух. SBB і VZ відмовили через високу вартість і пов'язаним з цим відсутністю рентабельності. Також, була небезпека нещасних випадків через сходження лавин і повеней. Крім того, довгий час VZ дотримувалися позиції, що Церматтбан не пристосований до того, щоб бути зимовим курортом. Рада кантону Вале, який розглядав перспективу зимового руху позитивно, розглядав можливість зобов'язати VZ працювати зимові місяці, принаймні на ділянці від Фіспа до Санкт-Никлаус. Так як концесійний текст обмежував час роботи, і за відсутності будь-яких прецедентів, поправки до концесії проти волі власника були нездійсненні.
30 жовтня 1928, VZ вперше почав роботу за зимовим розкладом, до Санкт-Никлауса. У наступну зиму один поїзд ходив щодня до Церматт, в гарну погоду. Цей режим роботи був збережений до кінця 1930-х років. У січні і лютому 1931 року, проте, численні лавини зробили рух неможливим. За фінансової допомоги кантону захисні споруди були виконані восени 1933 року. Таким чином, в наступну зиму безперервний зимовий рух розпочалося по всьому маршруту.

### Повоєнний період і відновлення

Логотип ВЗ

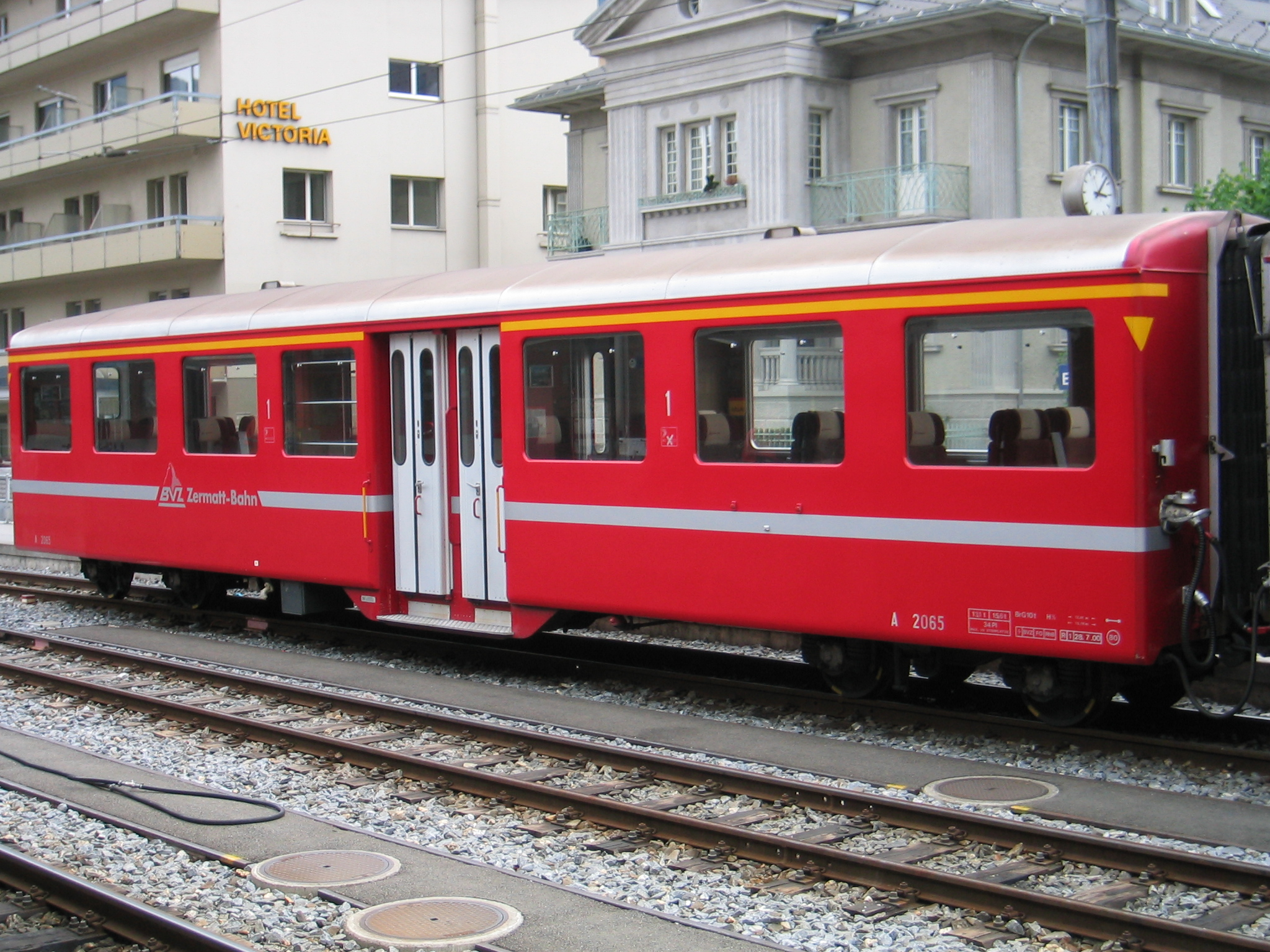
Вагон с центральним входом зразка 1961 року

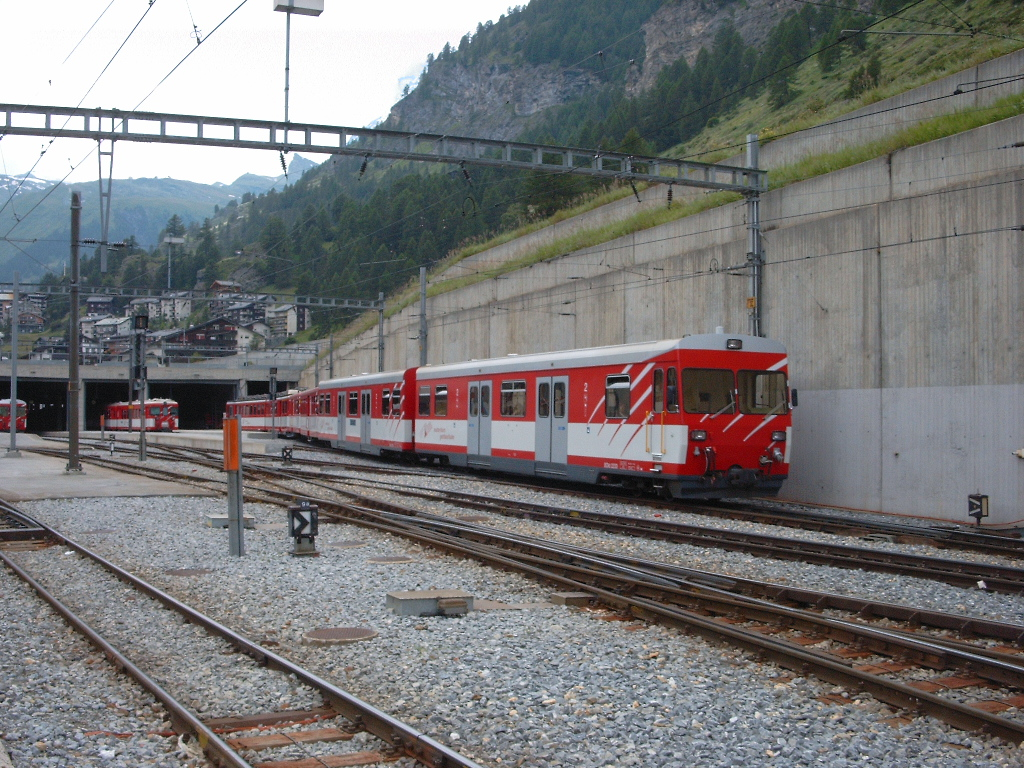
човник Таш-Церматт

Початок війни у 1939 році мав набагато менший вплив на залізничні перевезення, ніж це було у 1914 році. Хоча і цього разу в іноземні туристи не приїхали у Маттерталь, були проте швейцарські, які, завдяки компенсації доходів, могли дозволити собі подорожувати навіть під час війни, поряд з військовим транспортом забезпечуючи повне завантаження залізниці. Завдяки електрифікації, збільшення ціни на вугілля також не мало ніякого подальшого ефекту на залізничний транспорт. У роки війни, пасажиропотік постійно збільшується, й у 1945 році, з 265 473 пасажирами, досяг нового максимуму
По закінченню Другої Світової війни, пасажиропотік продовжував сильно зростати. У 1961 році він перевищив мільйонну позначку в перший раз. Вантажопотік також збільшився. У VZ скористалися підйомом для модернізації: між 1958 і 1989 роками всі мости (крім Кіпфенбрюкке, який, після його знищення під лавиною у 1947 році було відновлено як сталевий міст) були замінені на залізобетонні конструкції.
Рухомий склад також було оновлено.
Протилавинні захисні споруди уздовж всієї лінії безперервно розширювалися. Знищення вокзалу Церматтбану 4 січня 1966 року надав можливість для повної перебудови всієї станції, і установки лавиностійкого даху. У тому ж році протилавинна галерея була зведена у північній частині станції.
Відкриття в долині автостради до Таша у 1971 році також збільшило обсяги пасажирських перевезень. З тих пір багато туристів їдуть на власних автомобілях до Таша, де вони мають пересісти на потяги BVZ, так як дорога в Церматт залишається закритою для руху автомобілів і до цього дня. Щоб впоратися з додатковим пасажиропотоком з Таша, приміський поїзд між Ташем і Церматт був запущений у травні 1972. Він перевозить близько двох третин усіх пасажирів, які прибувають в Церматт.

### Подальша модернізація

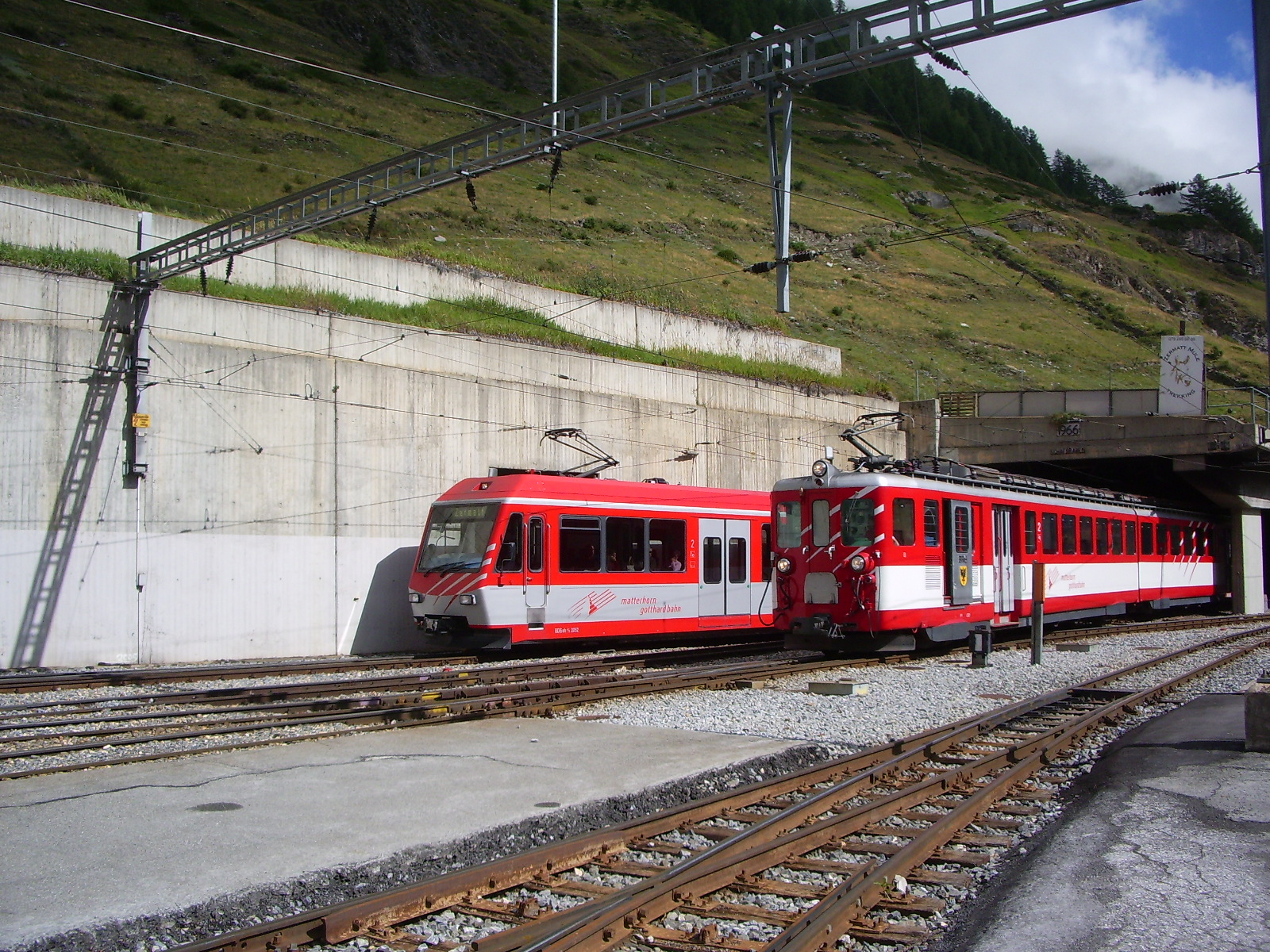
Потяги на станції Церматт

У 1980-х ще збільшилась кількість пасажирів.
Щоб впоратися зі зростанням трафіку, станція у Церматт була повністю перебудована у 1982—1989. Всі платформи отримали протилавинний захист, будівля вокзалу, яка була на цьому місці з моменту відкриття лінії, була знесена і замінена на новішу будівлю.
Другий великий будівельний проект було втілено у 1983—1984, зі зведенням депо Глізергрунд біля Брига, це депо частково замінило тісне депо на станції Фісп. До 1998 року Фурка-Оберальп-бан розширив депо Глізергрунд, додаючи ще одне стойло. На середину 2010-х будів депо займає площу близько 50000 м²

### Зсув у Ранда

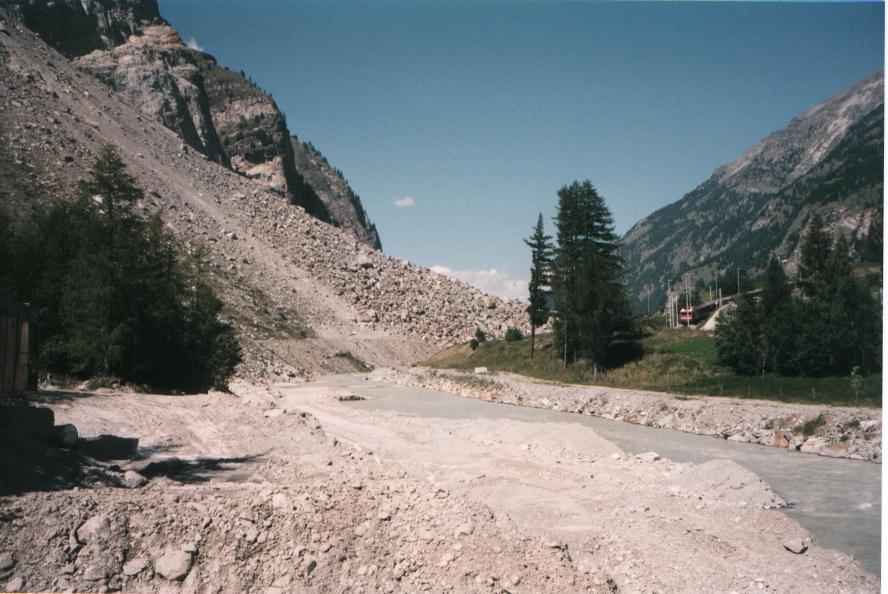
Зсув у Ранд, вид з півдня. Праворуч на світлині потяг на нещодавно реконструйованій колії

Найбільша катастрофа в історії BVZ сталася у 1991 році. 18 квітня в 6.45 ранку, близько 15 мільйонів ³ каменю відкололися від Вартфлух на північний захід від Ранда і завалили Фісп і частину хутора Лерк, а також 100 метрів залізничної колії. Люди не постраждали, так як Лерк не мав постійного населення, і на момент зсуву не було поїздів на ураженій ділянці колії. Пасажирські і вантажні перевезення тимчасово здійснювалися лише по дистанціям, які залишилися неушкодженими. З 22 квітня було відновлено вантажний рух. Пасажирські перевезення не здійснювалися, так як були можливі подальші зсуви.

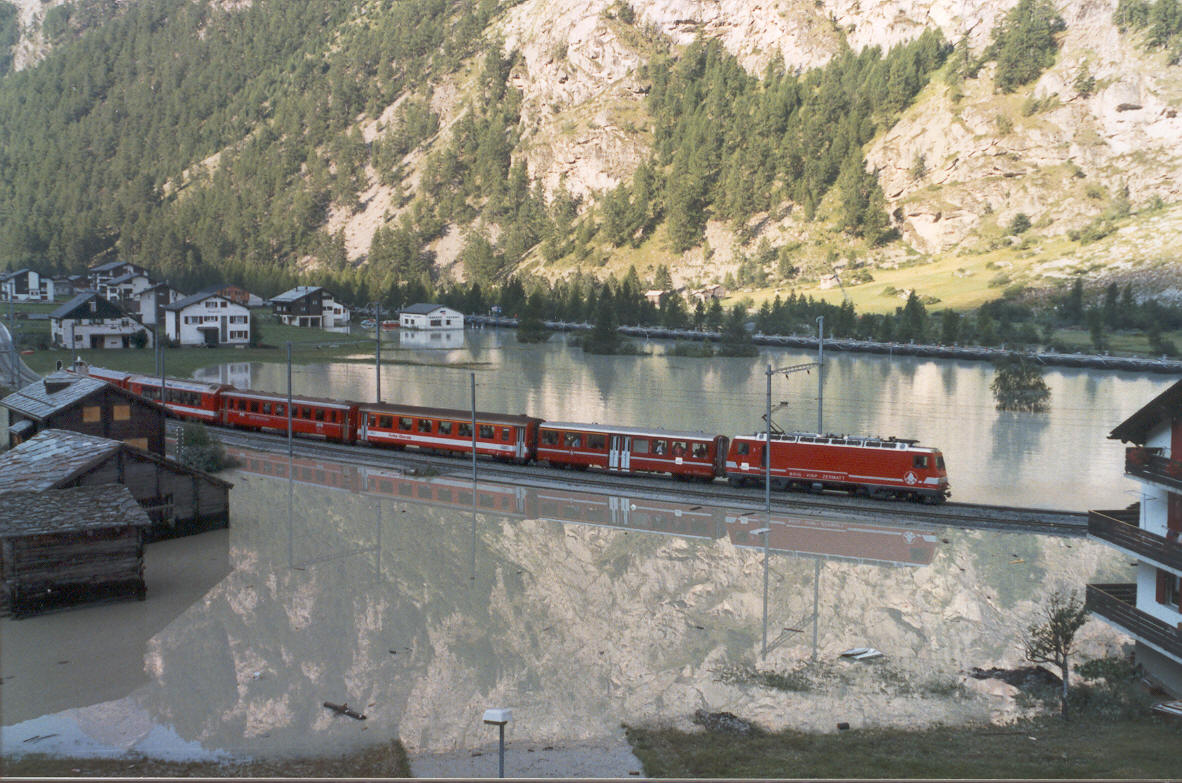
10 серпня 1991 року, Льодовиковий Експрес перетинає все ще частково затоплений Ранд.

9 травня, великі брили впали в долину ще раз, заваливши залізничні колії протягом 250 метрів, а також автомобільну дорогу. Крім того, уламки перекрили Фіспа, викликаючи затоплення долини. Після проливних дощів 18 червня 1991 станція також була затоплена. Відразу ж почалося планування нового маршруту для залізниці та автомобільної дороги, що б оминути небезпечну зону. Нова траса залізниці, завдовжки 2860 м, мала бути відкрита 1 серпня 1991 року. Проте, потужні грози 8 серпня призвели до закупорки нещодавно розкопаного річища Фіспа, а це означало, друге затоплення станції. Після того, як вода спала, залізничні перевезення були відновлені 10 серпня.
Сумарний збиток залізниці було оцінено у 16,5 млн франків, з яких 13.59 мільйонів доларів були компенсовані відповідно до швейцарського Федерального закону «Про залізничний транспорт». Через руйнацію колії, що були закриті протягом 105 днів, ювілейні заходи спочатку заплановані на липень 1991 року, довелося відкласти до жовтня. В ювілейний рік, Бриг-Фісп-Церматт-бан було перейменовано у BVZ Zermatt-Bahn (BVZ), щоб виділити найважливіший місто на лінії.

### Перетворення на Маттергорн-Готтард-бан

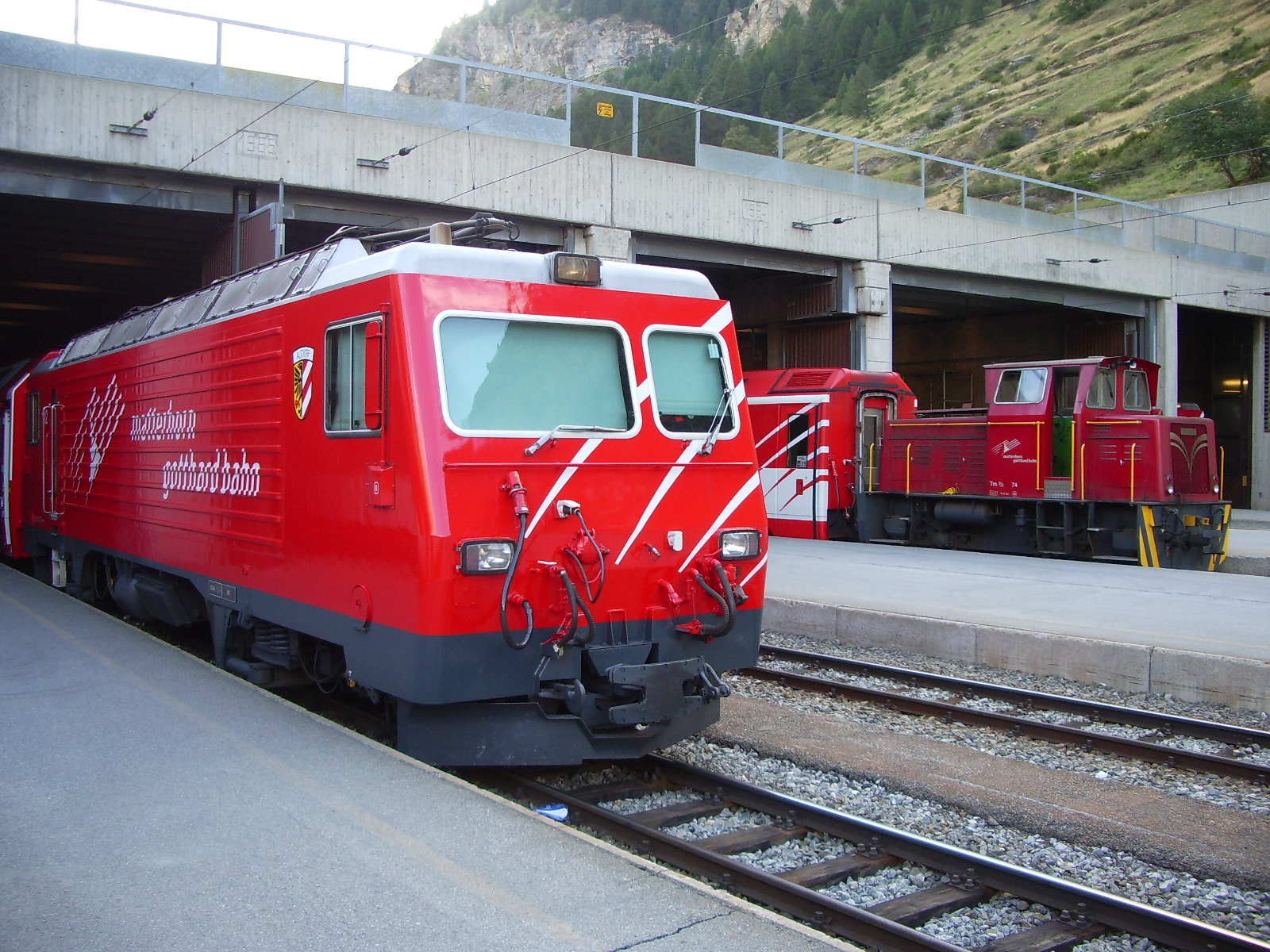
Локомотив FO HGe 4/4 II 102 у своїй новій лівреї на станції Церматт.

1 січня 2003 року BVZ було об'єднані з сусіднім Фурка-Оберальп-бан, і було утворено Маттергорн-Готтард-бан (MGB)
Злиття двох залізниць зробило можливим здійснення численних дій в області розвитку. До кінця 2006 року, човники до терміналу в Таше були кардинально перетворені, і кількість критих паркувальних місць була збільшена до 1700. У зв'язку з відкриттям базового тунелю Лечберг вокзал Піспа був повністю перебудований. Починаючи з 2005 року, колії MGB були перенесені з привокзальної площі до платформ, що примикають до існуючих колій європейської ширини, щоб мінімізувати відстань пішої пересадки пасажирів.

## Опис лінії

### Бриг-Фісп

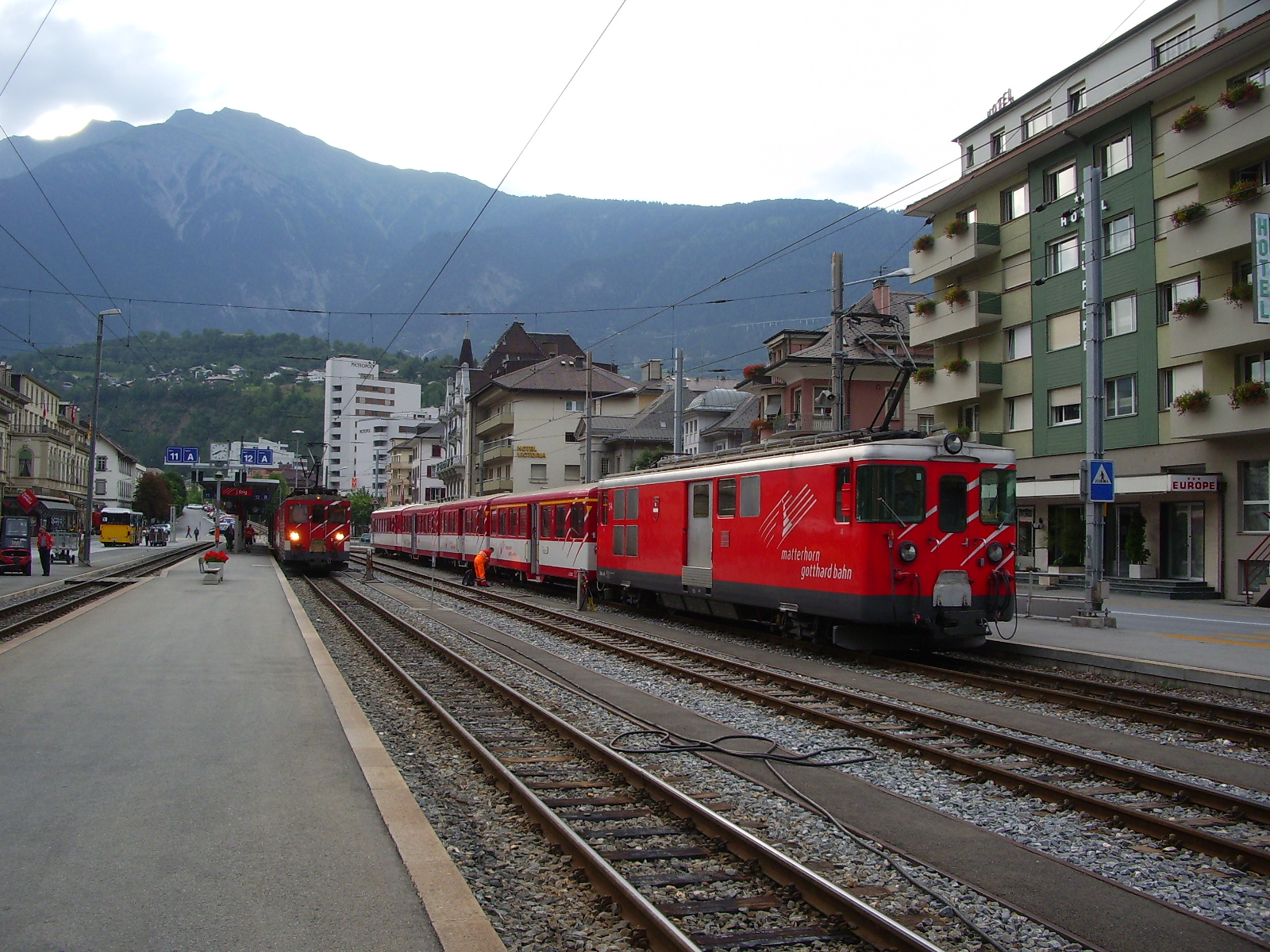
Станція Бриг з човниковими потягами до Андерматт (ліворуч) і Церматт (праворуч).

З 1930 року, початком лінії до Церматту став Бриг. До злиття двох залізниць, ця станція належала FO, і BVZ доводилося сплачувати за її використання. Введена в дію у 1915 році станція Бриг, Бриг-Фурка-Дізентіс-бану (FO), метрової колії складається з трьох колій і розташована на привокзальній площі Брига, перед вокзалом станції стандартної колії, де є пересадка на потяги BLS і SBB в напрямку Лечберг, Женевського озера і тунелю Симплон. З відкриттям базового тунелю Лечберг, велика частина мандрівників до Церматту пересідає у Фіспі. Станція Бриг метрової колії на середину 2010-х є наскрізною. Її попередня конфігурація тупикової станції завершилася з відкриттям нової дистанції до Гомсу. Нова колія, вперше використана 1 грудня 2007 року, замінила лінію через Натерс, на якій було обладнано багато переїздів. На середину 2010-х мер Бригу домагається повного перенесення колій вузької колії з привокзальної площі на станцію європейської колії.
Уздовж лінії до Фісп раніше були депо FO і ангар для поїздів BVZ, які були закриті у 2001 році. Далі лінія перетинає Салтіньо по стальному мосту побудованому у 1930 році. Після цього лінія прямує головним чином паралельно лінії SBB, уздовж південного берега Рони. На захід від Брига у передмісті Гліс є депо Глізергрунд, що зведено у 1984—1998, і однойменні майстерні, які в сукупності вміщають велику частину рухомого складу MGB. Приблизно в чотирьох кілометрах на захід від Бригу знаходиться роз'їзд Гамзензанд, який також має вантажні під'їзні колії для навантаження вагонів-цистерн. Колишня станція Гамзен знаходиться в 300 метрах на схід від роз'їзду. Ця станція була закрита на початку 1990-х років, після закриття канатної дороги до Мунду, яка починалася звідти.
Наступна зупинка, Ейхольц, що знаходиться вже в муніципальному районі Фісп. Ця зупинка була створена у 1999 році і служить в основному для обслуговування довколишнього торгового центру. Після Ейхольу, залізниця входить в Фісп, перетинаючи виробничі території фірми Lonza Group і, приблизно через дев'ять кілометрів, досягає станції Фісп.

### Фісп-Штальден

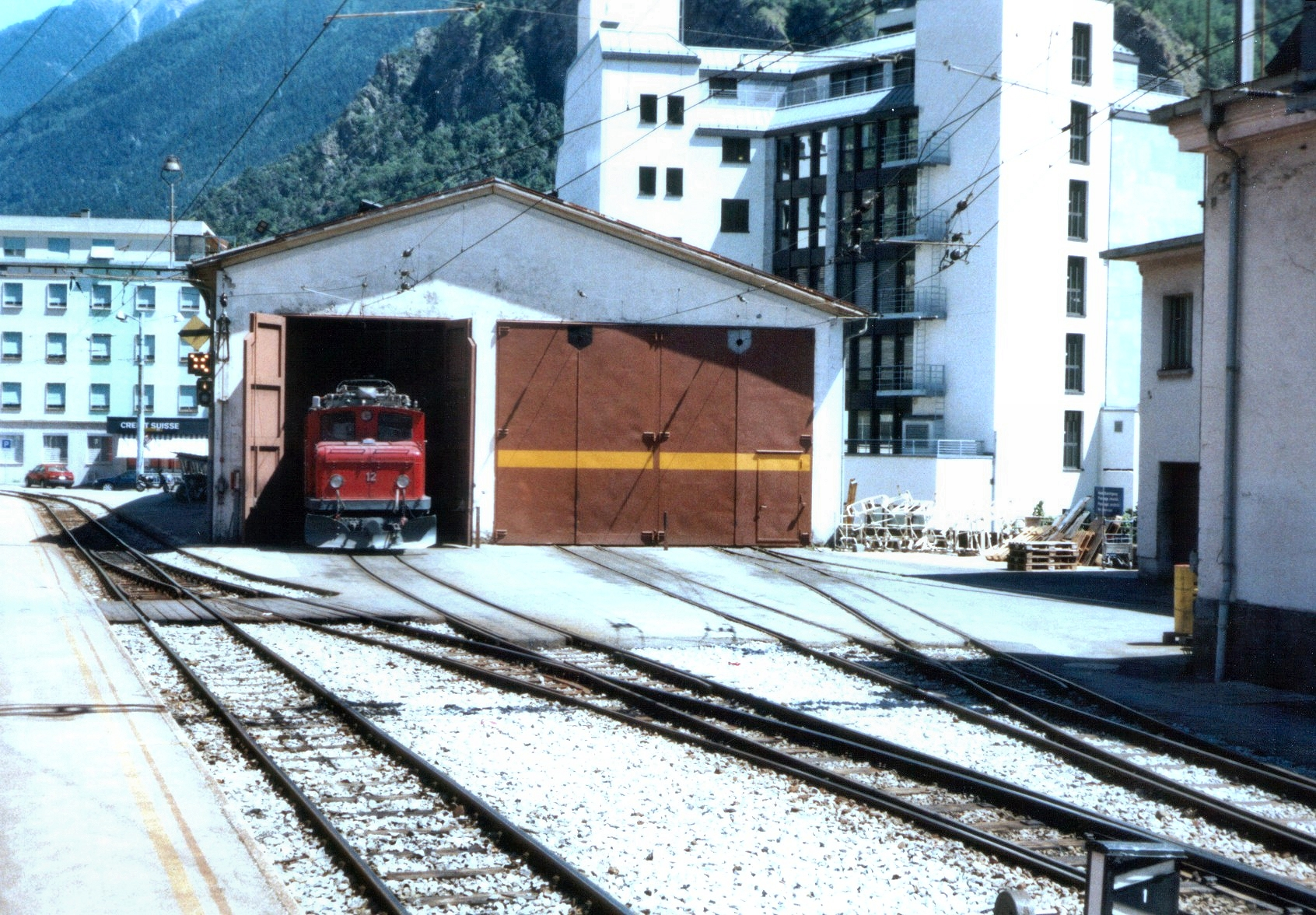
Crocodile HGe 4/4 Nr. 12 у локомотивному депо Фісп (демонтовано у 2005).

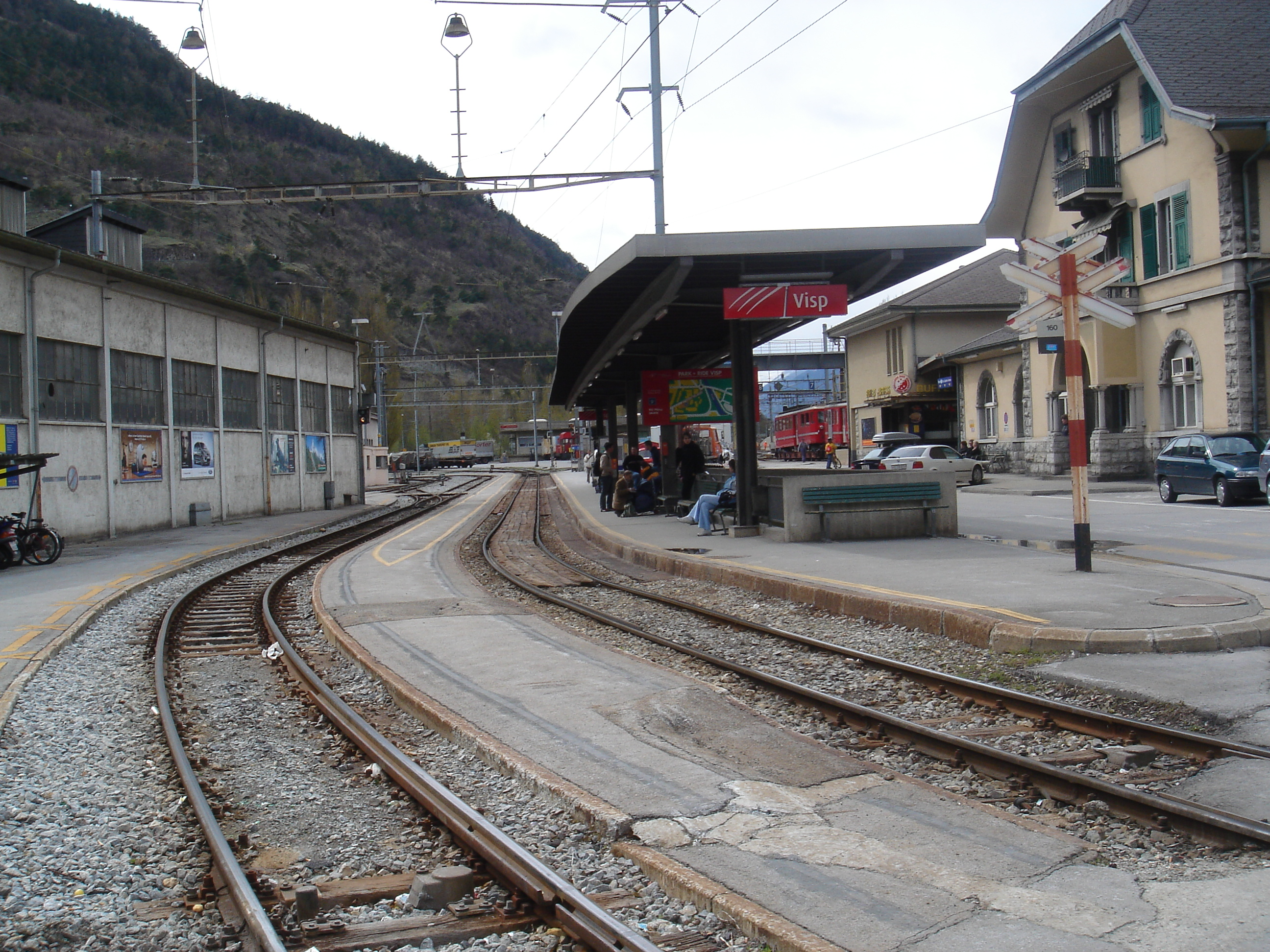
Стара станція Фісп, квітень 2004.

Станція метрової колії Фісп була спочатку розташована, як і в Бриг, на привокзальній площі вокзалу SBB. Південна з двох колій раніше з'єднувалася з великим депо і майстернями. Для пасажирських перевезень, на VZ звели дерев'яний навіс на початок руху у 1890 році, а всі інші необхідні зручності, такі як туалети або зал очікування, були надані в будівлі вокзалу Юра-Симплон.
Докорінна реконструкція вокзального комплексу почалася у 2006 році. Як і було передбачено, після завершення базового тунелю Лечберг, більшість пасажирів стали пересідати у Фісп на потяги до Церматта, і колії вузької і стандартної колії були переміщені ближче один до одного. З тих самих пір, три платформи були доступні для поїздів MGB. Колія 3 вузької колії розташована безпосередньо поруч з новою колією 4 стандартної колії. Будівля вокзалу і депо на площі були знесені. Урочисте відкриття нового вокзалу відбулося 16 і 17 травня 2008 року.
Колія від станції Фісп прямує по крутій кривій ліворуч і переходить у крутий спуск, щоб пройти під шосе № 9. Підземний перехід, зведений у 1972—1975 роках, є найнижчою точкою всієї лінії. Далі залізниця залишає долину Рони, і прямує через Маттерталь до станції Церматт. Тут, залізниця має невеликий градієнт підйому і прямує паралельно автостраді східною стороною долини, до села Аккерзанд. Місцевий зупинний пункт на середину 2010-х не є пасажирським, але як і раніше використовується як роз'їзд. Довгий час, сусідня ГЕС обслуговувалася гілкою від цього роз'їзду.
Відразу ж після цього, залізниця перетинає річку Фіспа по бетонному мосту, зведеному у 1974 році. Після цього, починається перша зубчаста ділянка, яка прямує уздовж західного краю долини з максимальним градієнтом 12,5 %, і виходить на Штальден-зас.

### Штальден-Санкт-Никлаус

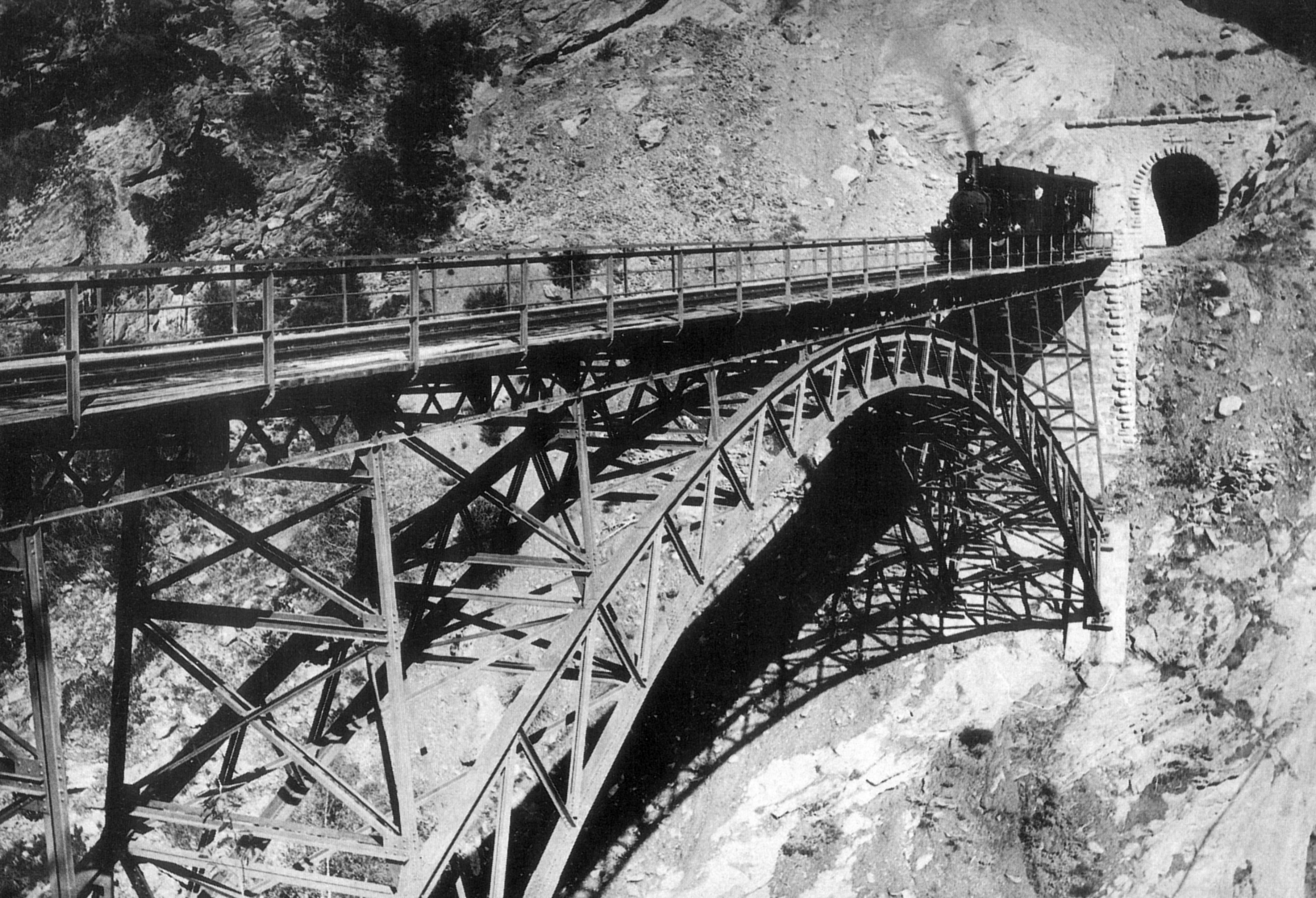
Старий віадук Мюлебах, демонтований у 1959 році

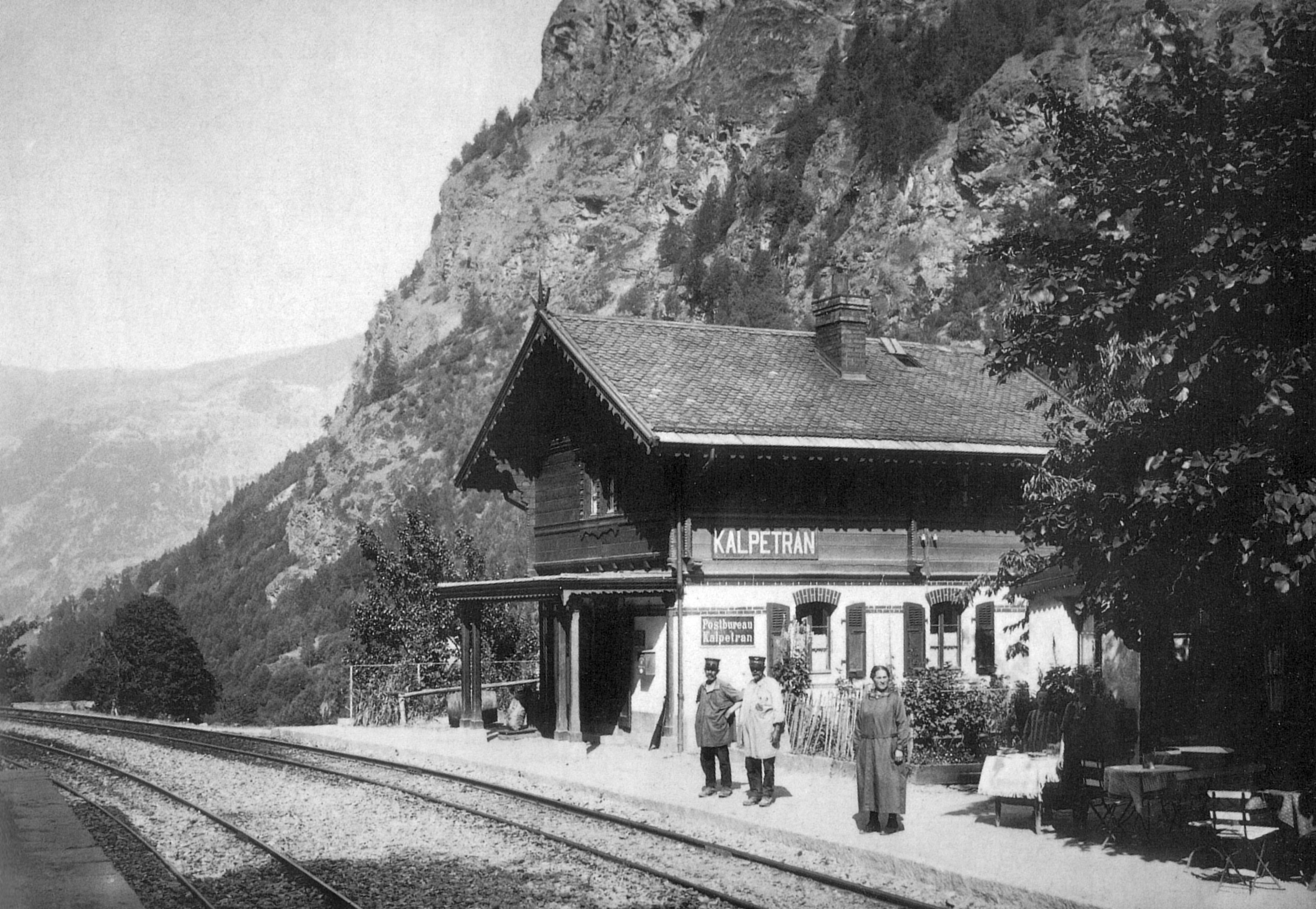
Станція Кальпетран, 1891.

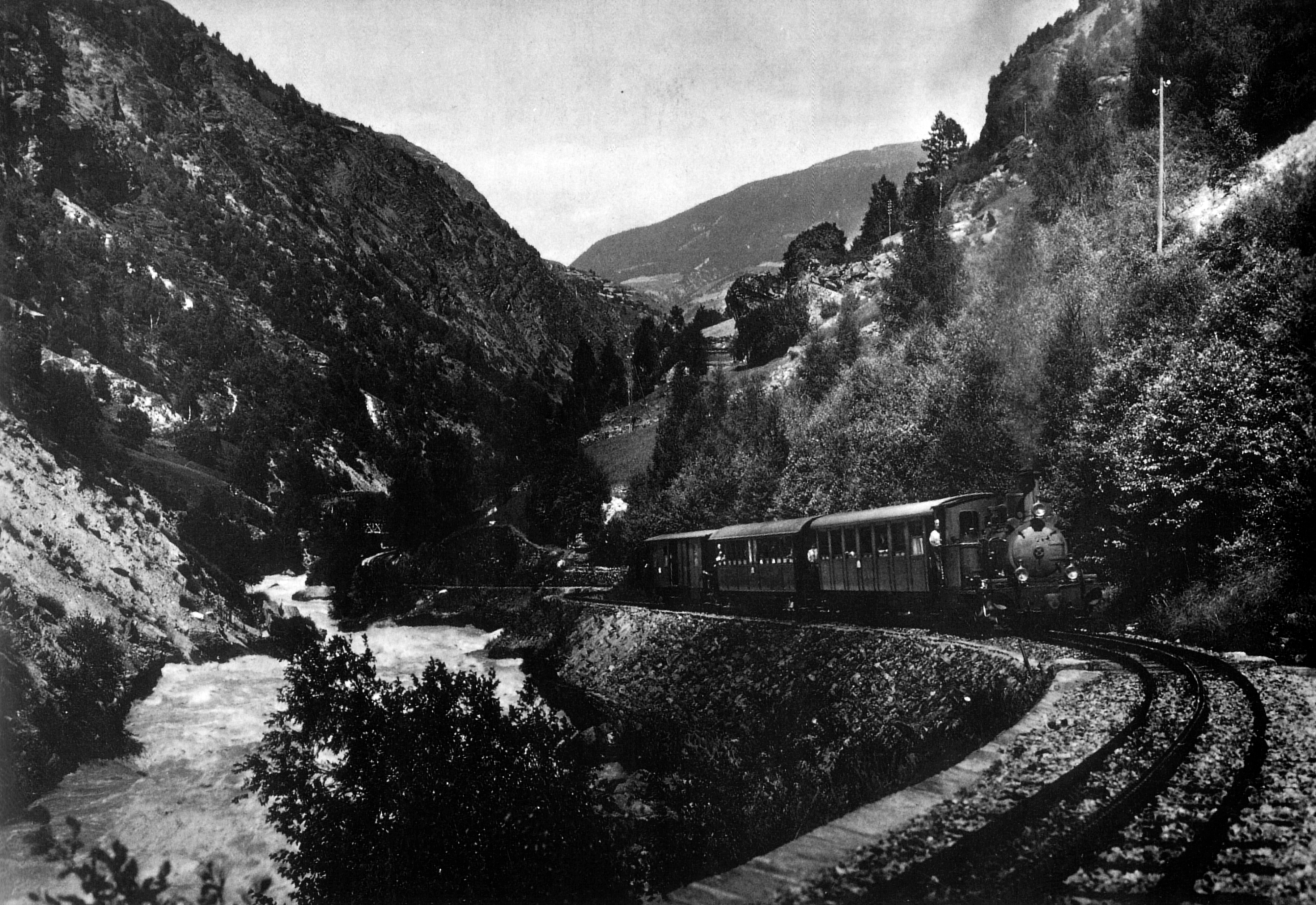
Потяг VZ у 1900 р. в Кіпфеншлухт

Станція в Штальден, є у 799 м над рівнем моря, має в s-подібну форму вздовж південно-західного краю села. Довгий час, сама станція мала велике значення, як пункт відправлення на поштового автобусу у Засталь. Тому вона оснащена будівлею вокзалу значних розмірів, другим за величиною на лінії після Церматт. На початку XX століття, були плани побудувати ще одну залізничну лінію до Зас-Фе, з відгалуженням тут від існуючої лінії, на жаль, Перша світова війна зірвала ці плани. Важливість станції (яка, починаючи з 1931 року, має офіційну назву Штальден-зас) зменшилася з 1950-х років, з тих пір як пункт відправлення для автобусів був перенесений у Бриг. Проте, автобуси все одно зупиняються і на станції Штальден, і стикуються там з поїздами до Церматт. Також безпосередньо примикає до залізничних колій нижня станція канатної дороги на Сталденрієд. Починаючи з 1986 року, дві колії у Штальден були обладнані безперервною зубчастою рейкою, так як вона використовується безпосередньо перед і після станції. На додаток до двох пасажирських колій є також вантажна колія.
Зубчаста ділянка, яка починається в Аккерзанд, простягається на кілька сотень метрів за Штальден. Далі лінія прямує з невеликим підйомом, уздовж правого боку що долини все сильніше звужується, над річкою Фіспа що протікає приблизно в 150 метрах нижче, через вузьку ущелину. Потім колія проходить через декілька порівняно коротких тунелів, а також найбільший міст на лінії — 67-метровий Мюлебах-віадук, що перетинає річку Мюлебах, на висоті 43 метри. Його оригінальна сталева фермова конструкція була замінена у 1959 році залізобетонним арочним мостом.
На 19,8 кілометрі залізниці знаходиться станція Кальпетран. Тут знаходиться всього декілька будівель, основне призначення станції — з'єднання з підвісною канатною дорогою, що прямує в гірське село Ембд. За станцією, залізнична лінія перетинає Маттерфіспа, і прямує лівою стороною долини. Міст Кіпфен що розташований тут, було відновлено декілька раз: первісна 30-метрова сталева фермова конструкція була зруйнована у 1945 році лавиною. Подальше тимчасове рішення було замінено у 1947 році сталевим балковим мостом, який, в свою чергу, був також зруйнований лавиною у 1999 році. Було зведено тимчасовий балковий міст, що восени 2007 року було замінено на постійний 146-метровий бетонний міст нижче за течією, який також служить мостом автодороги на Кальпетран. З відкриттям нової 1,2 кілометрової колії тут, 80-метрові в радіусі криві, що залишилися з моменту відкриття лінії були демонтовані.
У декількох метрах після мосту Кіпфен починається друга зубчаста ділянка. Наступна частина маршруту, через Кіпфеншлухт, вважається наймальовничешою ділянкою лінії. Залізниця і Фіспа прямують тут у вельми обмеженому просторі, поруч один з одним. Ця ділянка була неодноразово пошкоджена в результаті повеней і лавин. Щоб уникнути подальших ушкоджень, Фіспа на початок ХХІ сторіччя є зарегульованою річкою, і залізниця захищена суцільним протилавинним бар'єром. В середині ущелини, у 1999 році було створено повністю автоматичний роз'їзд Кіпфервальд. У верхньому кінці Кіпфеншлухт побудовано міст Зеллібрюкке, яким Фіспа перетинається в третій раз. Незабаром після цього, зубчаста ділянка піднімається уздовж правого боку долини що розширюється, в Санкт-Никлаус, 1126 метрів над рівнем моря. Підйом від Штальден становить в цілому 327 м.

### Санкт-Никлаус— Ранд

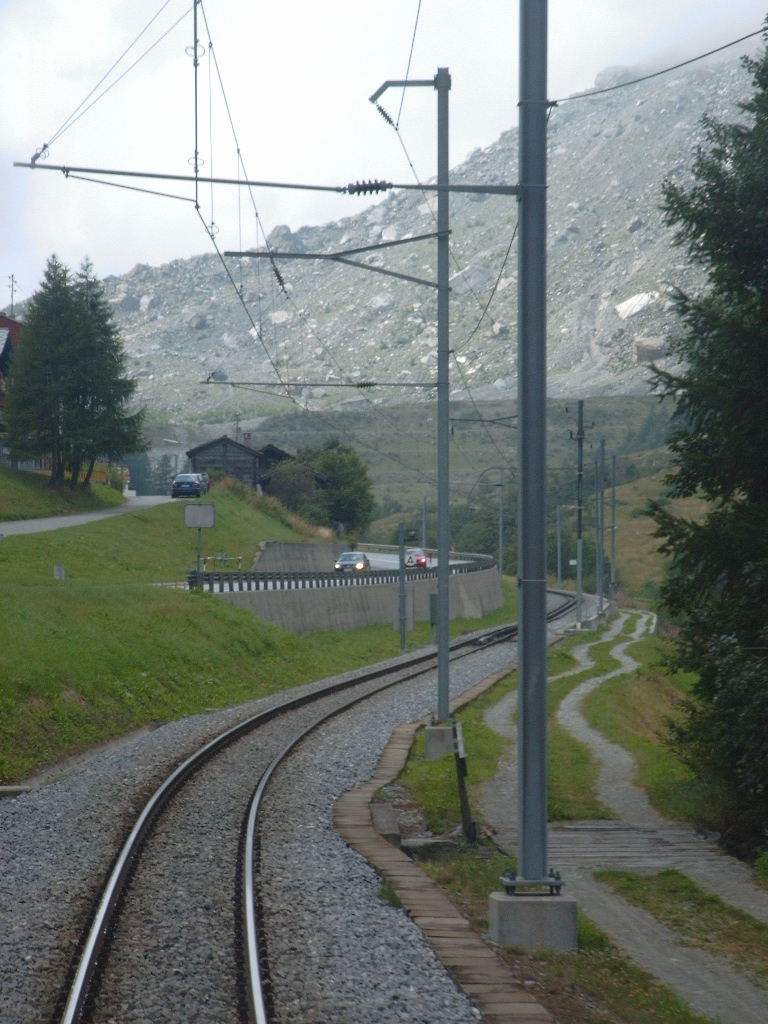
Зсув Ранда з півночі.

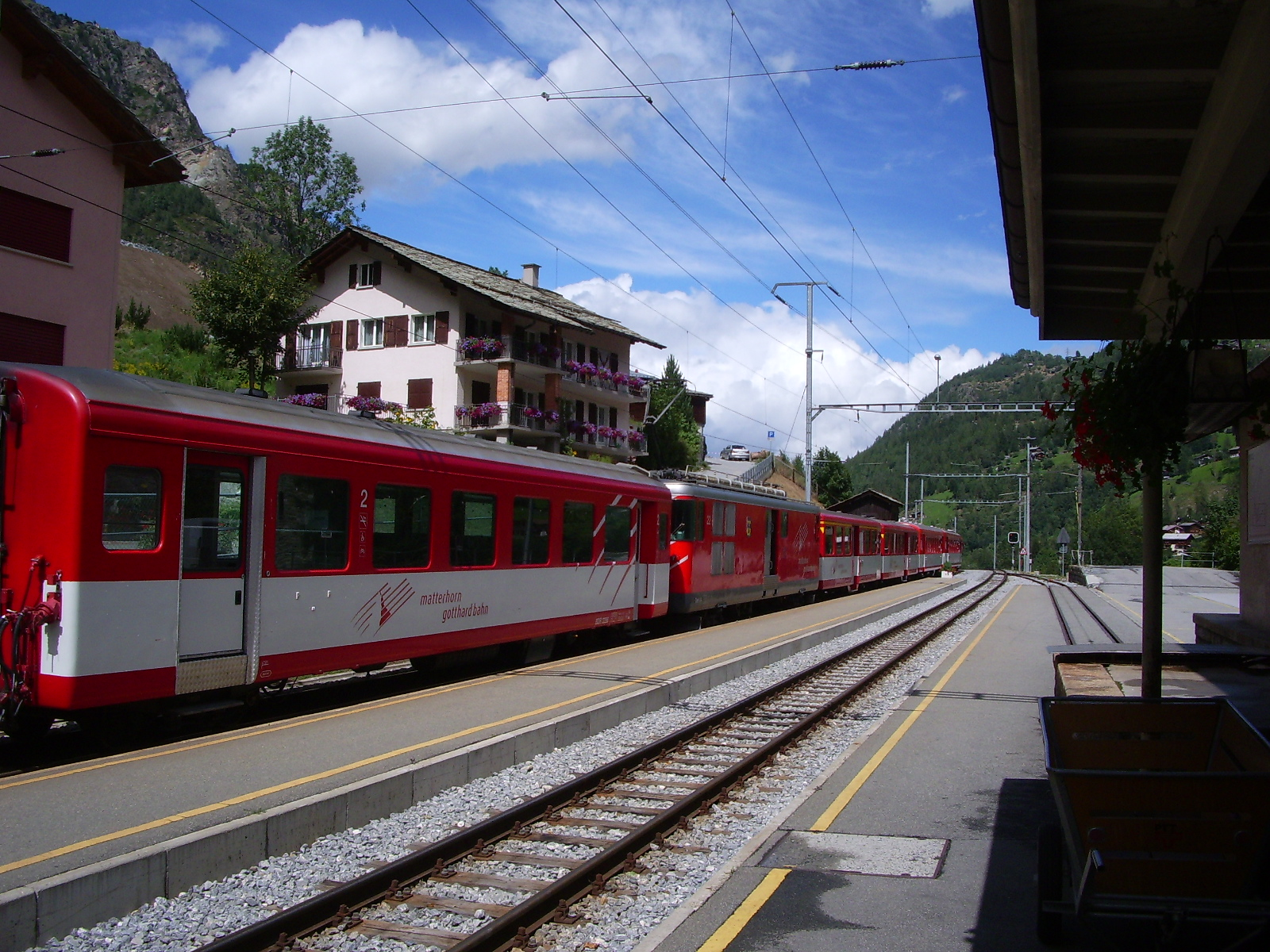
Станція Санкт-Никлаус.

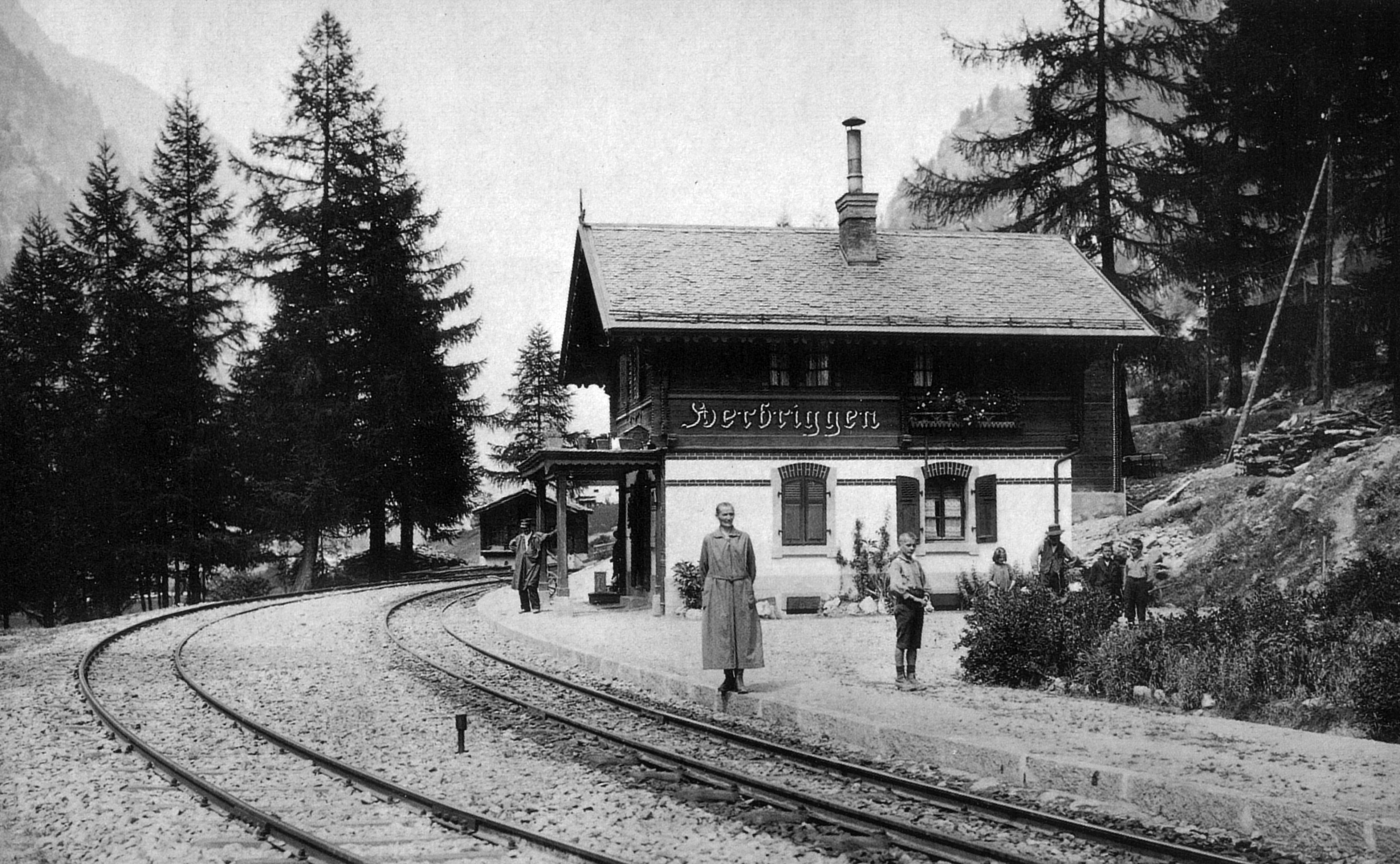
Станція Хербригген у 1891

У Санкт-Никлаус станція простягається вздовж західного краю міста, і має дві колії у пасажирської платформи і відгалуження з вантажною платформою. Будівля вокзалу стандартного типу, така ж як в Таш. Санкт-Никлаус — кінцева станція поштового автобуса до курорту Грехен, що розташовано на плато вздовж лівого краю долини, і пов'язане з долиною звивистою дорогою.
Після Санкт-Никлауса, починається наступна зубчаста ділянка, що прямує до тунелю Блатбах, проходить через 130-метрову будівлю протилавинного захисту, зведену у 1931 році. Від початкової відкритої ділянки лінії довелося відмовитися, так як залізничний міст через річку Блатбах неодноразово руйнувався лавинами і повенями. Щоб обійти проблемну ділянку, захисний тунель було створено у формі відкритої колії, а потім засипано землею. Також цим колія була захищена від негоди.
Далі залізниця прямує знову через долину, і проходить ГЕС Хербригген. У безпосередній близькості знаходиться роз'їзд Маттзанд, який було побудовано у 1956 році для будівництва електростанції, і використовується з 1964 року як роз'їзд. Найближча станція, Хербригген, має, з'єднувальну колію на підстанцію, що обслуговує електростанцію. Перша будівля вокзалу більше не існує; вона була перебудована у 1966 році за новим проектом.
Наступна ділянка лінії до Ранда сформована, в першу чергу, зсувом 1991 року, який поховав під собою 250 метрів колишньої лінії і зажадав будівництва нової лінії. За Хербригген, лінія спочатку прямує річищем Фіспи в середині долини. Незадовго до зсуву, лінія різко повертає ліворуч і прямує разом з автодорогою по краю долини, щоб уникнути загрози можливих подальших зсувів. Південніше зсуву, дорога спускається з ухилом 120 % і повертається до вихідного маршруту уздовж Фіспа. Весь обхід обладнано зубчастою рейкою.

### Ранда-Церматт

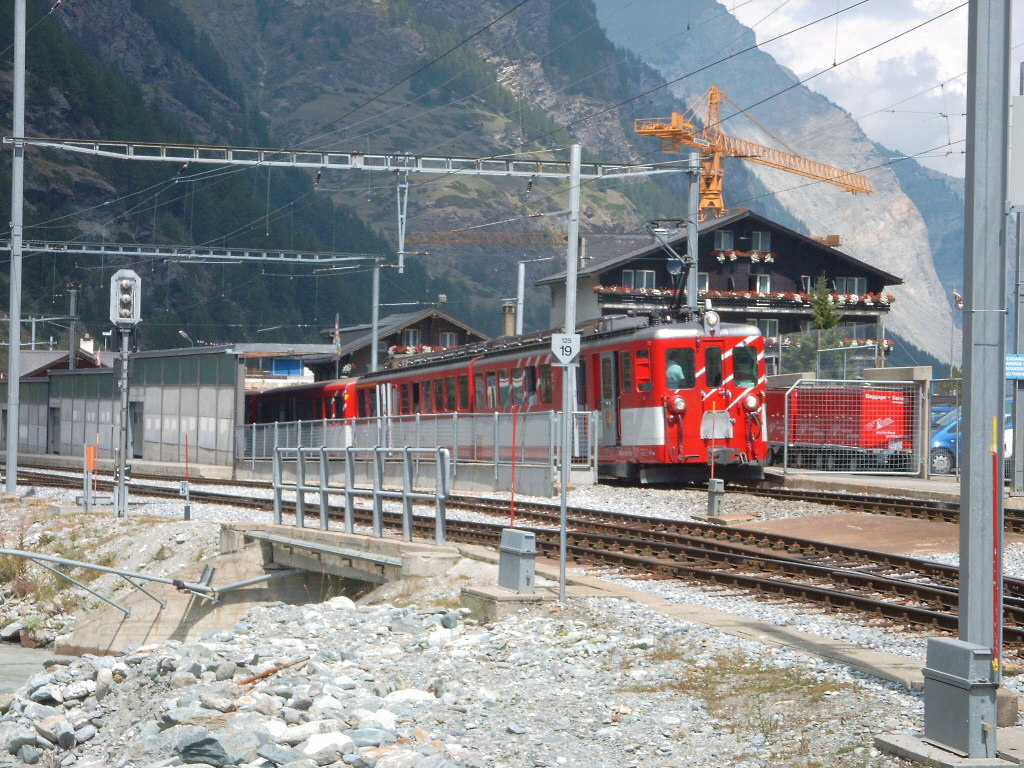
Поїзд-човник до Церматту на старому вокзалі Теш.

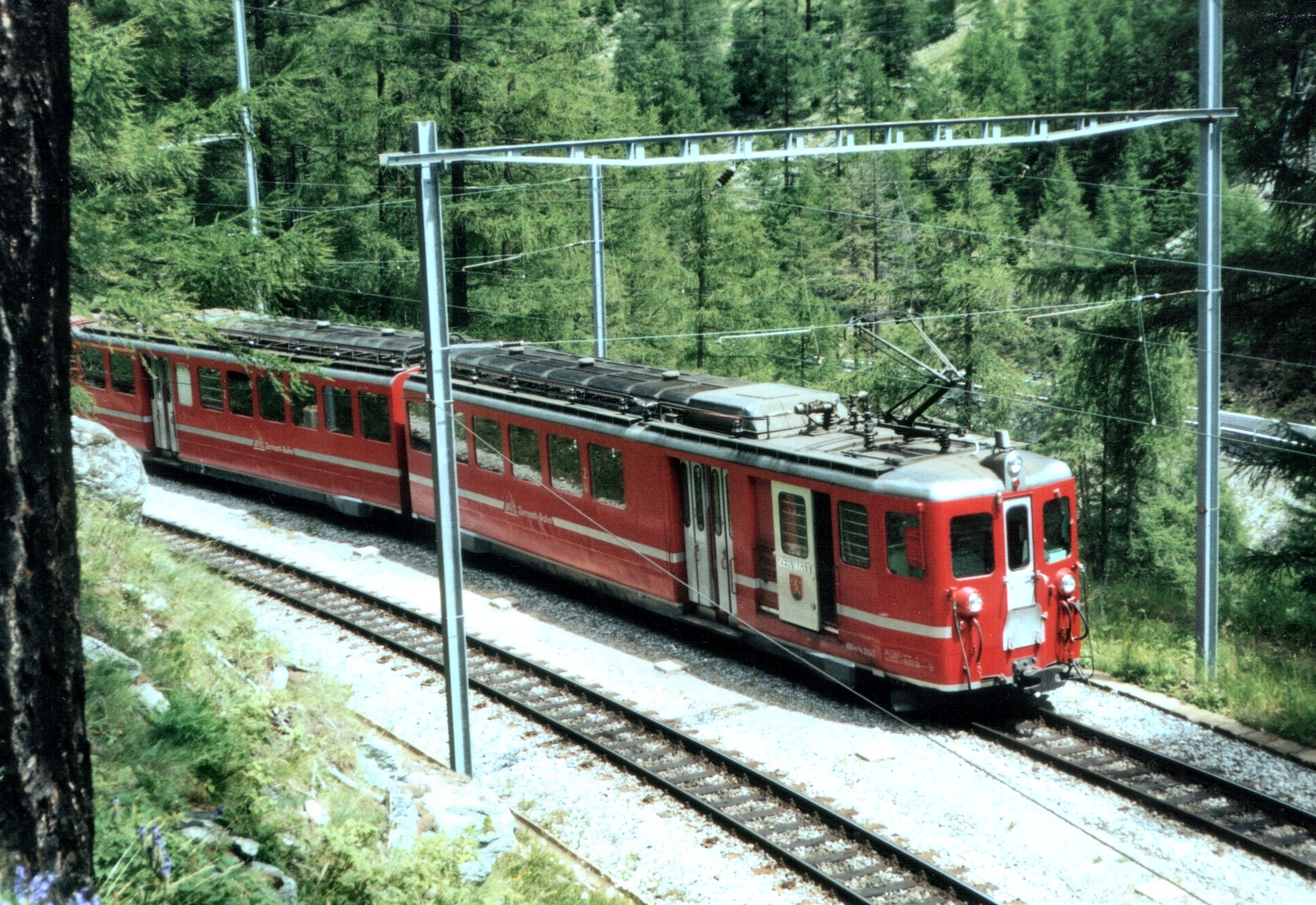
Пасажирський поїзд на роз'їзді Кальтер Боден

У Ранда, залізниця проходить уздовж західної окраїни міста. Станція має дві колії у платформи і товарну колію. Будівля вокзалу датується відкриттям лінії у 1891 році. На південь від Ранда, лінія проходить хутір Вільді, де у 1960—1966 роках існувала вантажна колія для будівництва ГЕС Клезон-Діксенс. Лінія, повертається до Маттерфіспа знову, і прямує далі в бік Теша паралельно річці по дну долини.
Станція в Теш має особливо важливе значення з 1970-х років, як кінцева точка частини дороги, доступної для автотранспорту. Спочатку проста двоколійна станція Тиш була розширена у 1975 році через додавання окремої платформи для човникових поїздів в Церматт. У той же час, будівля вокзалу 1891 році отримало сучасне розширення з касами, а поля навколо станції були перетворені в місця для паркування.
Починаючи з 2005 року, весь вокзальний комплекс Теш був комплексно реконструйований. Під назвою Маттергорн термінал Теш (Matterhorn Terminal Täsch), було побудовано триповерхова парковка з 2,000 паркувальними місцями, і квиткова каса тим часом, початкову будівлю вокзалу і платформи були демонтовані. Нова станція складається з двох колій для наскрізного руху, і двох колій у платформи для приміських поїздів. На схід розташовується крите місце паркування автобусів.
За Теш залізниця продовжує прямувати долиною Маттевіста. Безпосередньо перед монолітним мостом Тесксанд, зведеним у 1964 році, за яким залізниця в останній раз переходить на праву сторону долини, розташовується роз'їзд Тесксанд, що було введено в експлуатацію влітку 2007 року, щоб збільшити пропускну здатність Звідти починається остання зубчаста ділянка, що піднімається до Церматт. Річка все частіше зникає в ущелині, залізнична лінія проходить уздовж правого схилу долини. Між Теш і Церматт, велика частина лінії захищена протилавинними галереями: з 5,612 метрів колії, 2,221 метрів покриті спорудами або тунелями.
Приблизно на півдорозі між Теш і Церматт, є роз'їзд Кальтер Боден, відкритий у 1972 році одночасно з введенням човникового руху. Тут закінчується зубчаста ділянка. Через інтенсивне використання цієї ділянки лінії, майже всі поїзди повинні очікувати тут зустрічний поїзд.
Приблизно за два кілометри, колія нарешті досягає північної межі Церматту. Тут є вантажна колія для цементу та інших будівельних матеріалів, розташований поруч тунель Шпісфлух проходить нижче вертолітного майданчика Air Zermatt, і незабаром після цього, лінія досягає станції Церматт.

#### Станція Церматт

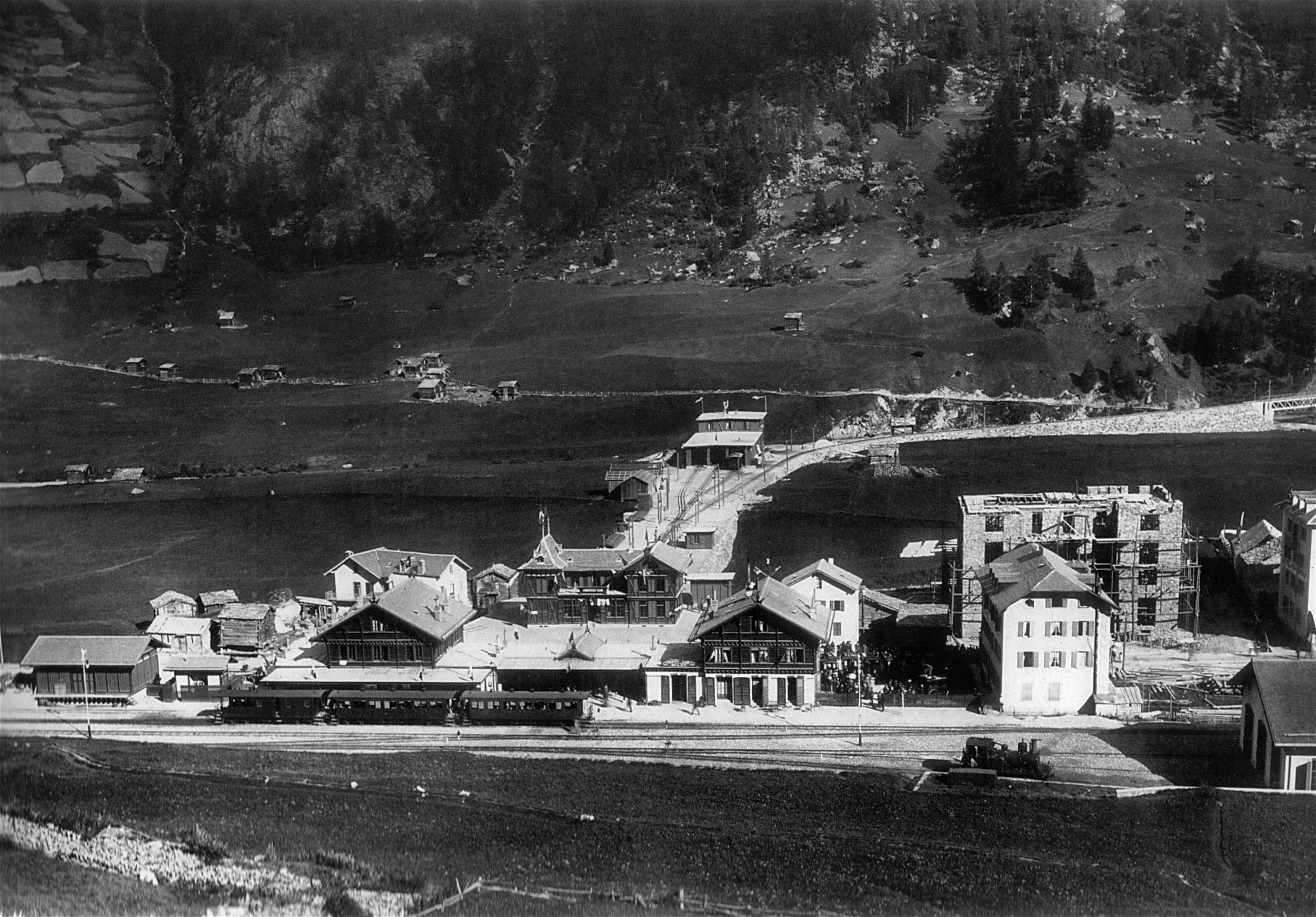
Станція Церматт у 1900.

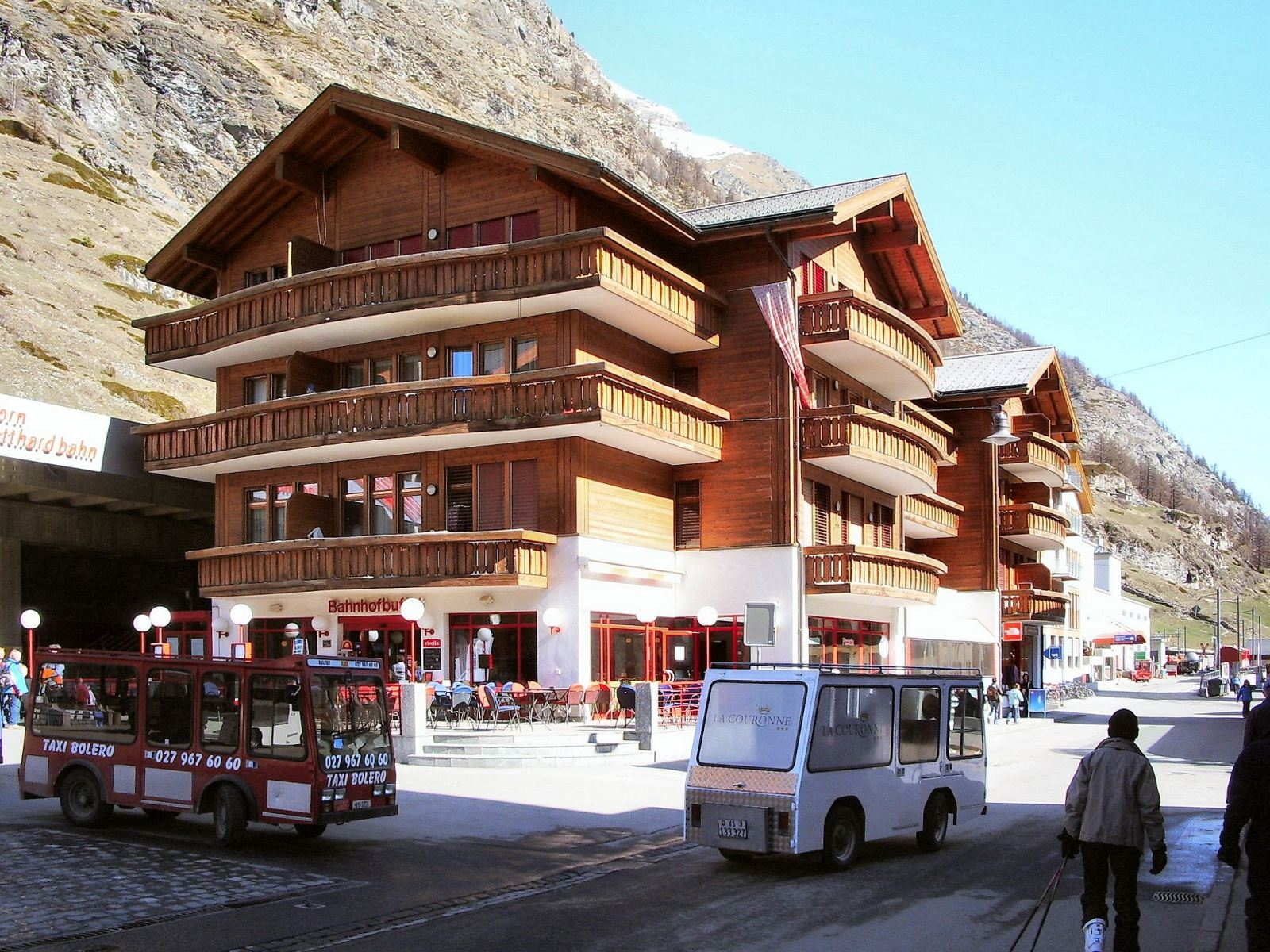
Передвокзальна площа і будівля вокзалу.

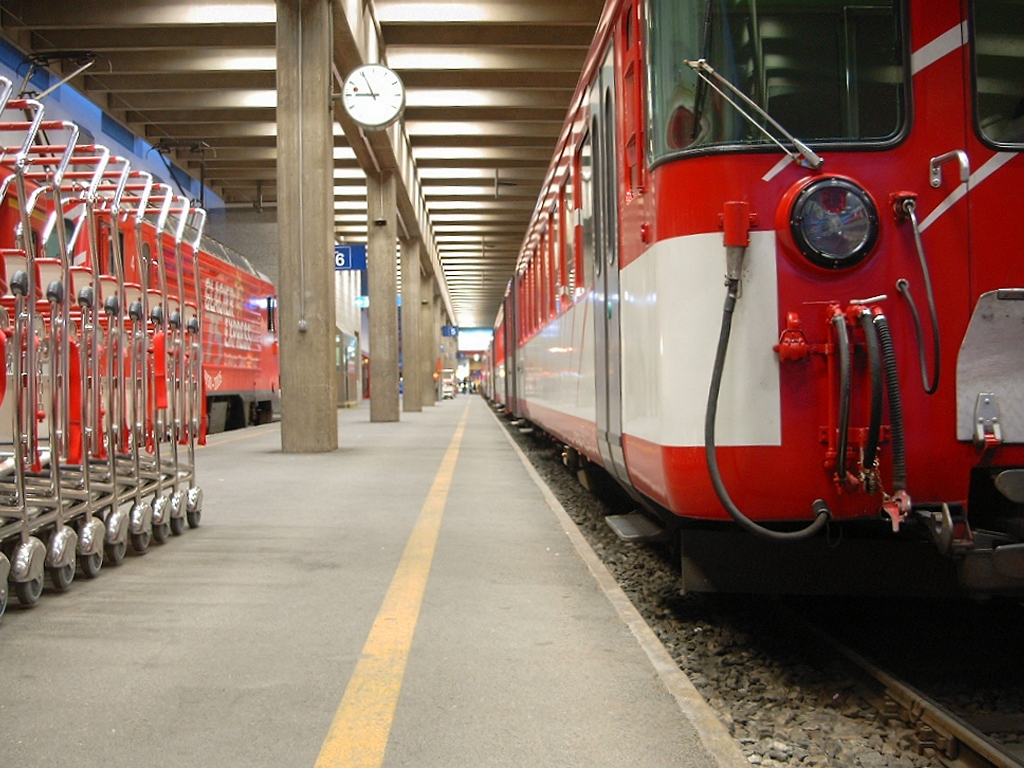
Платформи.

Залізничний вокзал Церматт було побудовано у 1980-х роках. У 1989 році було зведено масивний бетонний навіс для захисту пасажирів і рухомого складу від сходу снігових лавин. Колія 1, яка розташована на західній стороні станції, обладнана оглядовою ямою, і не є відкритою для пасажирів. Обслуговує човникові поїзди до Теш. Колія 2 обслуговує човникові перевезення в Теш, і з обох сторін має платформами, щоб дозволити швидку посадку-висадку (так зване іспанське розвантаження). Колії 3, 4, 5 слугують для регулярних перевезень в Бриг, і у кожного своя платформа. Колія 6 використовується переважно для вантажного руху, і закінчується в багажному залі будівлі вокзалу. Він коротше, ніж інші колії, але має спільну платформу з колією 5.
Сьогоденна будівля вокзалу була зведена на початку 1990-х років в місцевому стилі. За своїми пропорціями вона нагадує колишню будівлю вокзалу 1891 року і розділена на три зони. У південній частині розташовується вокзальний ресторан, в центральній частині — квиткові каси і багажне відділення. З північної сторони розташований багажний зал, який знаходиться в бетонній конструкції. Станція Горнерграт знаходиться на протилежній стороні дорог, що пов'язаний з MGB залізничною гілкою, по якій здійснюються вантажні перевезення і перекидання рухомого складу.
На північ розташовані колії, які використовуються в основному для вантажних перевезень і зберігання рухомого складу. Незабаром після лавини 1966 року, горловина станції була закрита масивною протилавинною галереєю. Це так звана галерея Шафграбен (Schafgraben — могила овець) накриває дві колії, що дозволяє зберігати рухомий склад. На схід від цієї галереї лежать відкриті під'їзні колії, які, в зимовий період, можуть тільки обмежено використовуватися через ризик сходження лавин.

## Розклад
Передбачено 15 пар поїздів в день між Бриг і Церматт. [13] Крім трафику рано вранці і пізно ввечері, щогодинні поїзда зупиняються на всіх станціях. З 2009 року поїзди іноді ходять з півгодинним інтервалом, зазвичай взимку по суботах. Сумарний час в дорозі від Бриг до Церматт становить 79 хв., у зворотному напрямку 81 хвилин. У високий сезон з травня по жовтень, на додаток до звичайної електрички, чотири Льодовикових Експреси курсують в кожному напрямку. (У зимовий сезон — один) Вони зупиняються лише у Церматт, Фісп, Бриг, і в деяких випадках також у Санкт-Никлаус.
Човникові поїзди між Теш і Церматт курсують з 5:50 до 2:20 годин з 20-хвилинним інтервалом.

## Вантажні перевезення

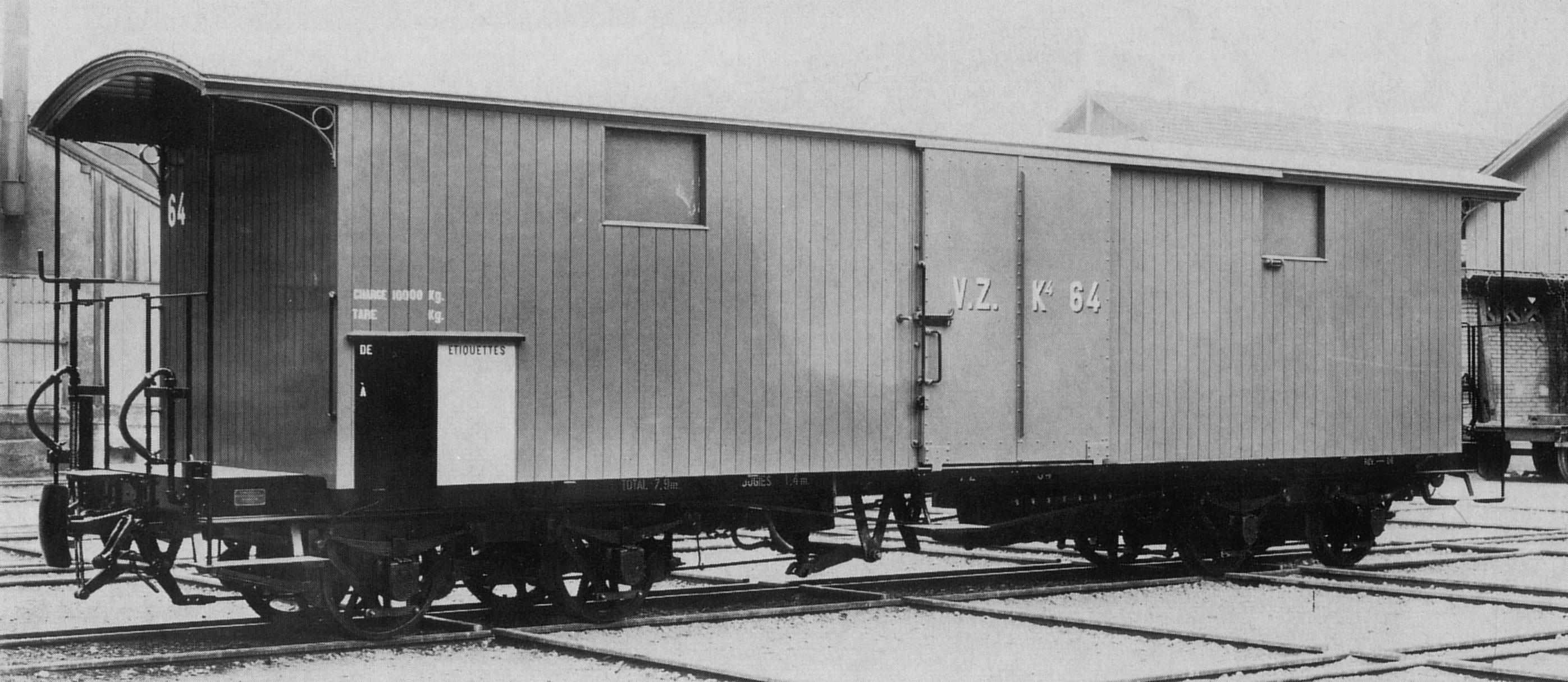
Товарний вагон зразка 1906 року

Незвично для вузькоколійної залізниці, BVZ має вельми інтенсивні вантажні перевезення. Проте, це виключно для забезпечення Церматт, що на середину 2010-х, як і раніше, може бути поданий на вантажівках тільки вельми обмежено.
Решта муніципалітетів у Маттерталь можуть обслуговуватися автотранспортом і залізничні перевезення вантажів, як правило, не має ніякого значення для них. Єдиним винятком є перевезення так званих Ембдер Штайнплаттен (Embder Steinplatten), які використовуються в регіоні як традиційний матеріал для покрівлі. Ці кам'яні плити переміщаються промисловими канатними дорогами від каменоломень на Ембд до двох вантажних колій у Кіпфеншлухт, звідки вони транспортуються далі потягом до Фісп.
Найважливішими товарами, що транспортуються в Церматт є продукти харчування, будівельні матеріали і мазут. Деякі інші споживчі товари аналогічно, перевозяться залізницею, а також туристичний багаж. Перевалочні послуги надаються у Фісп, де контейнери з вантажівок і вагонів стандартної колії перевантажуються на вузькоколійні вагони. На схід від Фісп, є термінал для наповнення залізничних цистерн. У Церматт, станція обладнана з 1983 року частково підземними спорудами для перевалки нафтопродуктів.
Більшість товарів в Церматт транспортується в стандартних контейнерах. Вантажі, що перевозяться не в контейнерах завантажується у Фісп в вагони з розсувними стінами. Для не чутливих до вологи товарів можуть бути використані відкриті вагони. Транспортування нафти здійснюється в цистернах. У високий сезон, до трьох чисто вантажних поїздів можуть щодня курсувати в кожному напрямку, і деякі вагони чіпляються до пасажирських поїздів
Деякі вагони підходять для використання на Горнергратбан. З їх допомогою товари можуть також перевозитися до Горнерграт без перевантаження у Церматт.

## Рухомий склад

### Локомотиви і вагони

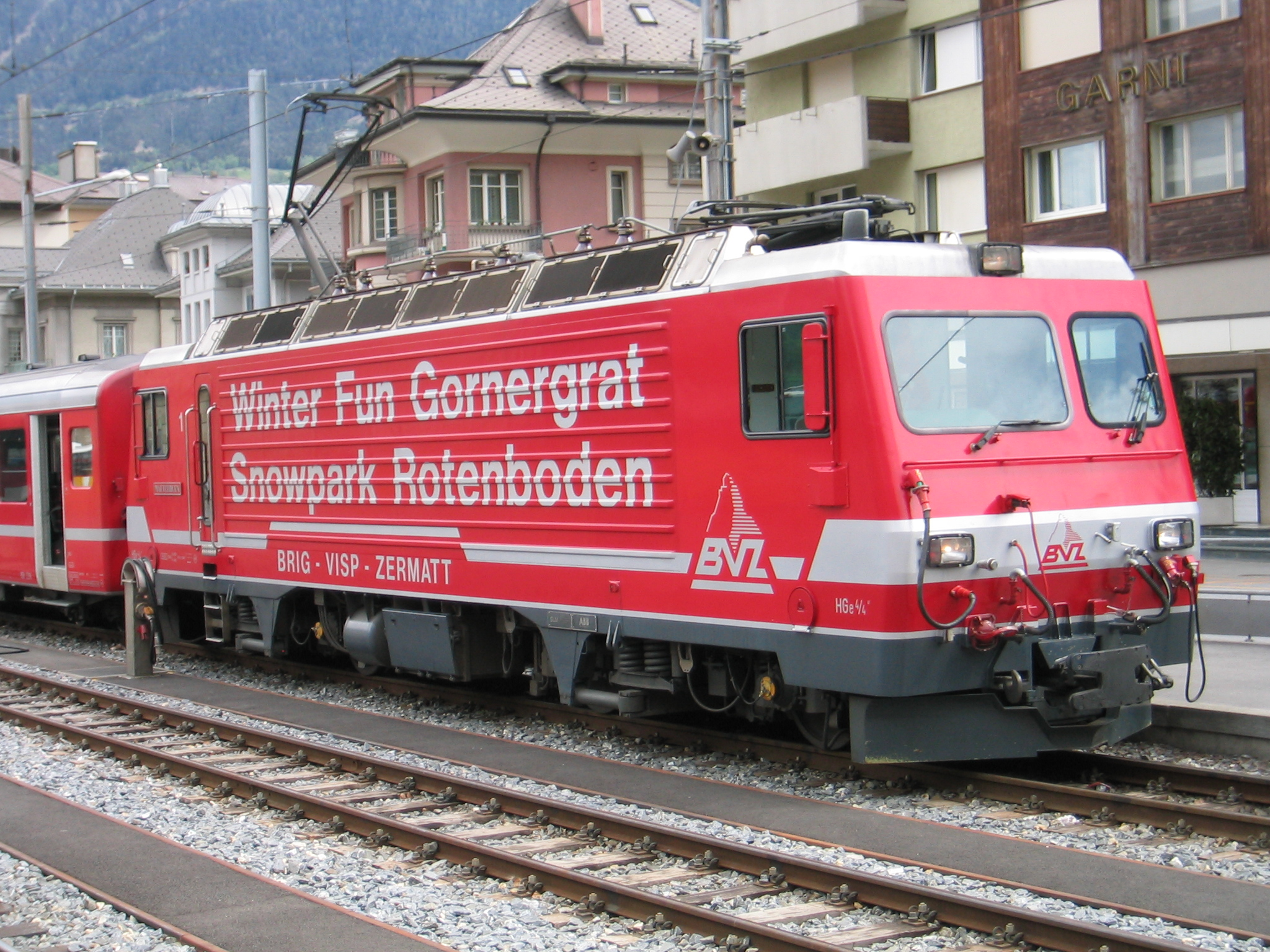
HGe 4/4 II No. 1

Спочатку використовувалися чотири паровози типу HG 2/3, виготовлені у 1890 році. У 1893—1908 роками ще чотири локомотиви були додані. При електрифікації лінії у 1929 році п'ятірка найстаріших паровозів була вилучена з експлуатації, а решта три були спочатку збережені як резерв. Після 1941 року, тільки паровоз № 7 залишився на балансі, як резерв, який може експлуатуватися самостійно без електричних проводів. Сьогодні він служить музейним паровозом.
У 1929 і 1930 роках, в цілому п'ять восьми-колісних електровозів HGe 4/4 І були закуплені. У 1939 році, шостий був доданий з новим дизайном кузова. Ці шість локомотивів були доповнені у 1960 і 1965 роках п'ятьма двовагонними BVZ ABDeh 6/6 і BVZ ABDeh 8/8. У 1975 і 1976, були побудовані чотири важких багажних локомотива BVZ Deh 4/4.
Введення в експлуатацію у 1990 році п'яти сучасних електровозів типу HGe 4/4 II дозволив поступове виведення HGe 4/4. Тільки локомотиви № 15 і 16 залишаються як музейні транспортні засоби та резерви. Подальша модернізація мала місце, починаючи з 2003 року, з покупкою низькопідлоговихх зчленованих вагонів виробництва Stadler. З часу їх поставки у 2003—2008, вони експлуатуються (MGB BDSeh 4/8 — 4 шт та ABDeh 4/8 and ABDeh 4/10 — 5 шт), як човникові поїзди між Теш і Церматт.

### Пасажирські вагони

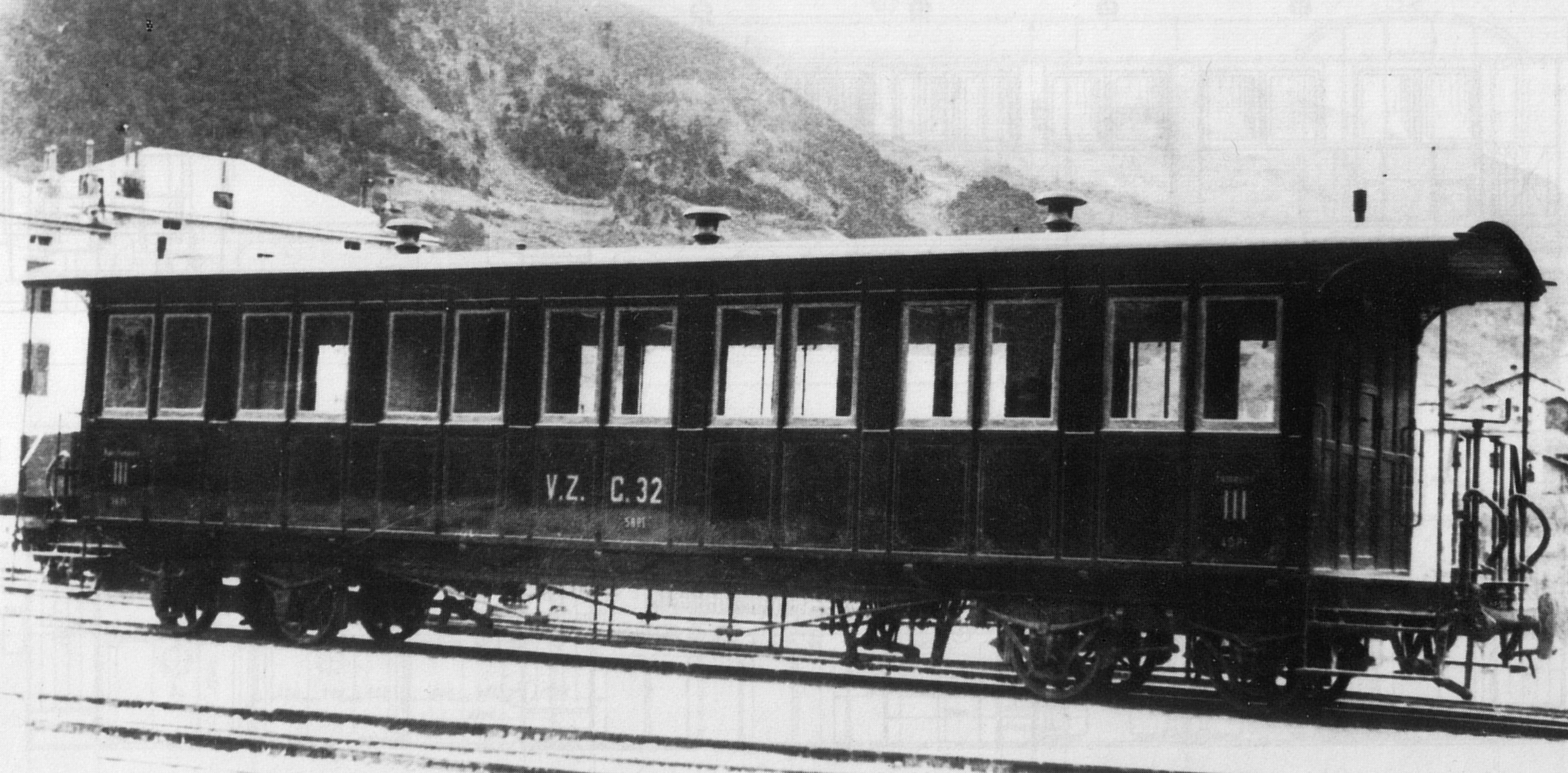
Пасажирський вагон с^{4} № 32 1890

З самого початку, було закуплено лише вісім пасажирських вагонів усіх трьох класів виробництва SIG Combibloc Group. Модернізація почалася ще до першої світової війни, з будівництвом нових вагонів. У 1931 році два перші вагони для використання у Льодовиковому експресі.
Після Другої світової війни почався процес повної модернізації. В цілому 26 вагонів з центральним входом з конструкції легкого сплаву були введені в експлуатацію у 1955—1963. Вони представляли собою укорочений варіант типу, спочатку використаного на Брюнігбан. У 1990 році вони були доповнені деякими вагонами первісної довжини, купленими у Брюнігбан.
У 1968—1975, було збільшено кількість вагонів за рахунок придбання так званих Айнхайтсваген (Einheitswagen). В черговий раз був обраний тип вагонів, який раніше використовувався на Брюнігбан. Поєднавши ці вагони з чотирма багажними вагонами, придбаними у 1975—1976, BVZ вперше запускає човникові поїзди.
Останнім нововведенням стали панорамні вагони, придбані у 1993 році спільно з Фурка-Оберальп-бан, і використовувані головним чином Льодовиковим експресом. У 2006-му році, у співпраці з Ретійською залізницею, в цілому 24 додаткових панорамних вагона нової конструкції були придбані.

### Лівреї
Паровози були спочатку пофарбовані у чорний колір. З кінця 1980-х років, музейний паровоз забарвлено у зелено-чорній кольоровій гамі. Пасажирські вагони, електровози і вагони були пофарбовані спочатку в один колір, темний відтінок червоного, який поступово освітлюється згодом. З 1982 року була додана вузька срібна смуга, що прямує на всю довжину нижче віконної лінії.
В ювілейний, 1991 рік, компанія змінила логотип, який був поступово нанесено на вагони, приблизно протягом п'яти років. Після перетворення в MGB, бічні стіни пасажирських вагонів були покриті білим кольором. Локомотиви і багажні вагони були пофарбовані в рівномірний червоний колір.
Немає єдиної колірної гами для вантажних вагонів. Дерев'яні частини зазвичай забарвлені в темно-коричневий колір, в той час як компоненти, виготовлені з нержавіючої сталі, як правило, залишаються незабарвленими. Вагони-цистерни покриті темно-зеленою фарбою. Гладкі боковини сучасних критих вагонів часто використовуються для рекламних слоганів.

### Список локомотивів
| №.   | Назва        | Тип        | Вмробник       | Рік будівництва | Зняття з експлуатації | Примітки                                                                                           |
| ---- | ------------ | ---------- | -------------- | --------------- | --------------------- | -------------------------------------------------------------------------------------------------- |
| 1    | Matterhorn   | HG 2/3     | SLM            | 1890            | 1929                  | |
| 2    | Monte Rosa   | HG 2/3     | SLM            | 1890            | 1929                  | Оснащений пароперегрівачем у 1913                                                                  |
| 3    | Mischabel    | HG 2/3     | SLM            | 1890            | 1929                  | Оснащений пароперегрівачем у 1926                                                                  |
| 4    | Gornergrat   | HG 2/3     | SLM            | 1890            | 1929                  | |
| 5    | St. Theodule | HG 2/3     | SLM            | 1893            | 1929                  | Оснащений пароперегрівачем у 1916                                                                  |
| 6    | Weisshorn    | HG 2/3     | SLM            | 1902            | 1941                  | Оснащений пароперегрівачем у 1925, проданий Ems-Chemie Chur у 1941, у 1988 подарований DFB         |
| 7    | Breithorn    | HG 2/3     | SLM            | 1906            |                       | Оснащений пароперегрівачем у 1921, перебудований з новим котлом в 2001, музейний, в робочому стані |
| 8    | Lyskamm      | HG 2/3     | SLM            | 1908            | 1935                  | Оснащений пароперегрівачем у 1915                                                                  |
| 11   | -            | HGe 4/4 I  | SLM, MFO, SWS  | 1929            | 2005                  | |
| 12   | -            | HGe 4/4 I  | SLM, MFO, SWS  | 1929            | 2004                  | |
| 13   | -            | HGe 4/4 I  | SLM, MFO, SWS  | 1929            | 2002                  | |
| 14   | -            | HGe 4/4 I  | SLM, MFO, SWS  | 1929            | 1992                  | |
| 15   | -            | HGe 4/4 I  | SLM, MFO, SWS  | 1930            |                       | Музейний, в робочому стані                                                                         |
| 16   | -            | HGe 4/4 I  | SLM, MFO       | 1939            |                       | Прототип HGe 4/4 I для FO, перебудований у 1951/52, у 2007 відданий DFB                            |
| 2031 | -            | ABDeh 6/6  | SIG, SLM, SAAS | 1960            | 2006                  | |
| 2032 | -            | ABDeh 6/6  | SIG, SLM, SAAS | 1960            | 2005                  | |
| 2041 | Brig         | ABDeh 8/8  | SIG, SLM, SAAS | 1965            |                       | |
| 2042 | Visp         | ABDeh 8/8  | SIG, SLM, SAAS | 1965            |                       | |
| 2043 | Zermatt      | ABDeh 8/8  | SIG, SLM, SAAS | 1965            | 2008                  | |
| 21   | Stalden      | Deh 4/4    | SIG, SLM, SAAS | 1975            |                       | |
| 22   | St. Niklaus  | Deh 4/4    | SIG, SLM, SAAS | 1975            |                       | |
| 23   | Randa        | Deh 4/4    | SIG, SLM, SAAS | 1976            |                       | |
| 24   | Täsch        | Deh 4/4    | SIG, SLM, SAAS | 1976            |                       | |
| 1II  | Matterhorn   | HGe 4/4 II | SLM, ABB       | 1990            |                       | |
| 2II  | Monte Rosa   | HGe 4/4 II | SLM, ABB       | 1990            |                       | |
| 3II  | Dom          | HGe 4/4 II | SLM, ABB       | 1990            |                       | |
| 4II  | Täschhorn    | HGe 4/4 II | SLM, ABB       | 1990            |                       | |
| 5II  | Mount Fuji   | HGe 4/4 II | SLM, ABB       | 1990            |                       | Колишнє ім'я Dent Blanche                                                                          |
| 2051 | Castor       | BDSeh 4/8  | Stadler        | 2003            |                       | |
| 2052 | Pollux       | BDSeh 4/8  | Stadler        | 2003            |                       | |
| 2053 | Albatross    | BDSeh 4/8  | Stadler        | 2005            |                       | Виготовлено для MGB                                                                                |
| 2054 | Eagle        | BDSeh 4/8  | Stadler        | 2005            |                       | Виготовлено для MGB                                                                                |

| №.   | Назва   | Тип     | Виробник      | Рік будівництва | Знято з експлуатації | Примітки                                                                                                   |
| ---- | ------- | ------- | ------------- | --------------- | -------------------- | --- |
| 2961 | -       | Xmh 1/2 | Asper         | 1928            | 1981                 | перебудовано BVZ у 1957 и 1974                                                                             |
| 2921 | -       | Tm 2/2  | RACO          | 1957            | 1993                 | Виготовлено як №. 301, перенумеровано у 1959 р в 2921, списано після аварії                                |
| 2922 | -       | Tm 2/2  | RACO          | 1959            |                      | |
| 71   | -       | Gm 3/3  | Moyse         | 1975            |                      | |
| 72   | -       | Gm 3/3  | Moyse         | 1975            |                      | |
| 73   | -       | Tm 2/2  | Schöma, Deutz | 1980            |                      | Побудовано у 1972, куплений BVZ 1980, раніше використовувався на будівництві автомобільного тунелю Арлберг |
| 2962 | -       | Xmh 1/2 | Steck/Deutz   | 1982            |                      | |
| 74   | -       | Tm 2/2  | Ruhrthaler    | 1991            |                      | Побудовано у 1958 раніше належав Керкербахбан, куплений BVZ у 1991                                         |
| 75   | Niklaus | HGm 2/2 | Stadler       | 2002            |                      | Здатен працювати на Горнергратбан                                                                          |